# آریایی
| نژاد سفید: نژاد آریایی نژاد سامی نژاد حامی نژاد سیاه: سیاه‌پوست خوی‌خوی ملانزی نگریتو سیاه استرالیا نامعلوم: قوم دراویدی و قوم سینهالی | نژاد زرد: مغول و ترک چینی و هندوچین ژاپنی و کره‌ای تبتی مالایی پلی‌نزی مائوری میکرونزی اسکیمو سرخ‌پوست |

پراکنده شدن مردمان هندو-اروپایی در هزاره سوم و دوم پیش از میلاد از خاستگاه خویش(فرهنگ یامنا) به دیگر سرزمین های گوناگون.

پراکنش سخنگویان زبان‌های هندواروپایی، مناطق سبز پررنگ: اکثریت در کشور، مناطق سبز کم‌رنگ: اقلیت در کشورها

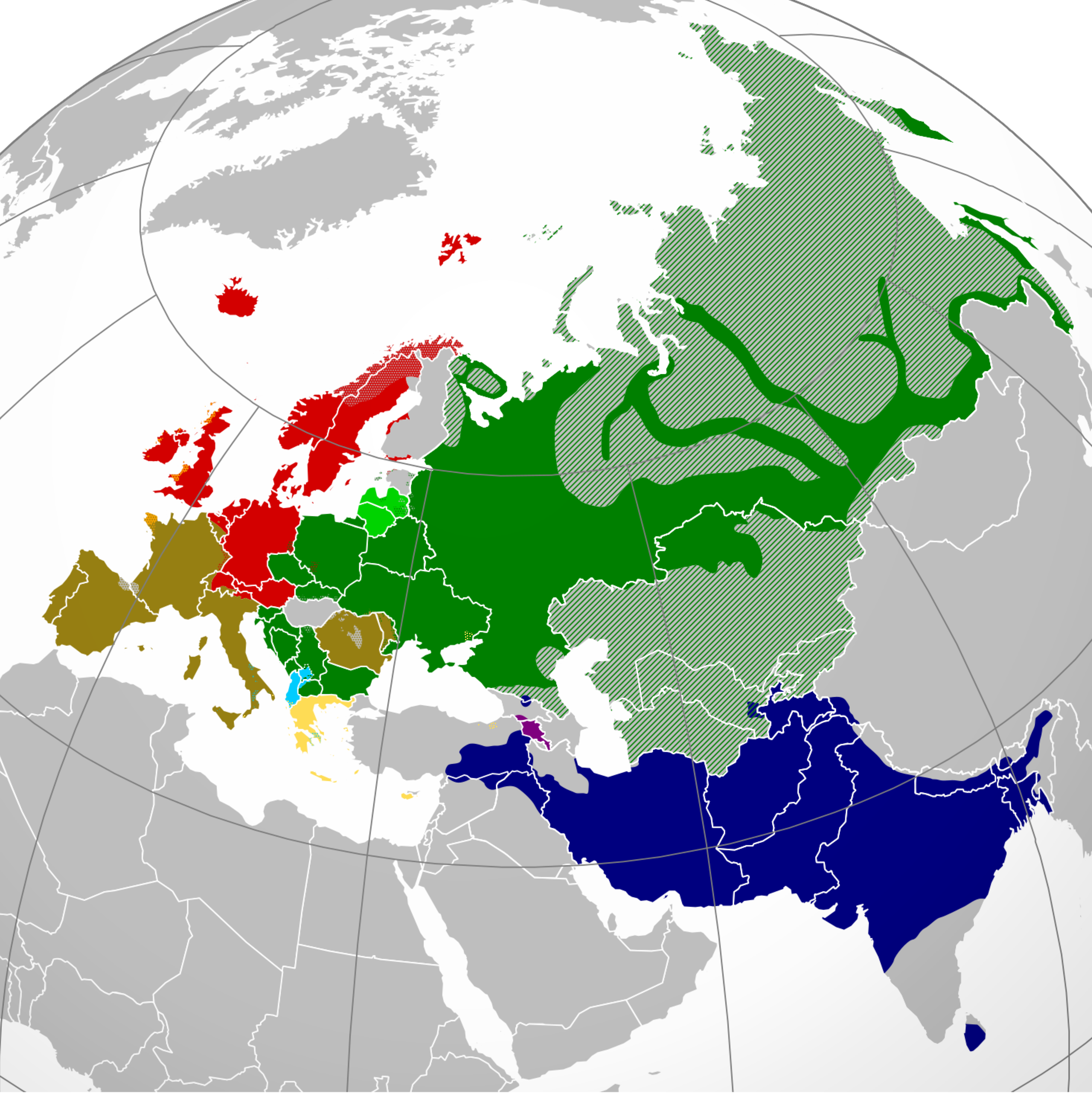
مناطق تقریبی سخن گویان شاخه هندواروپایی

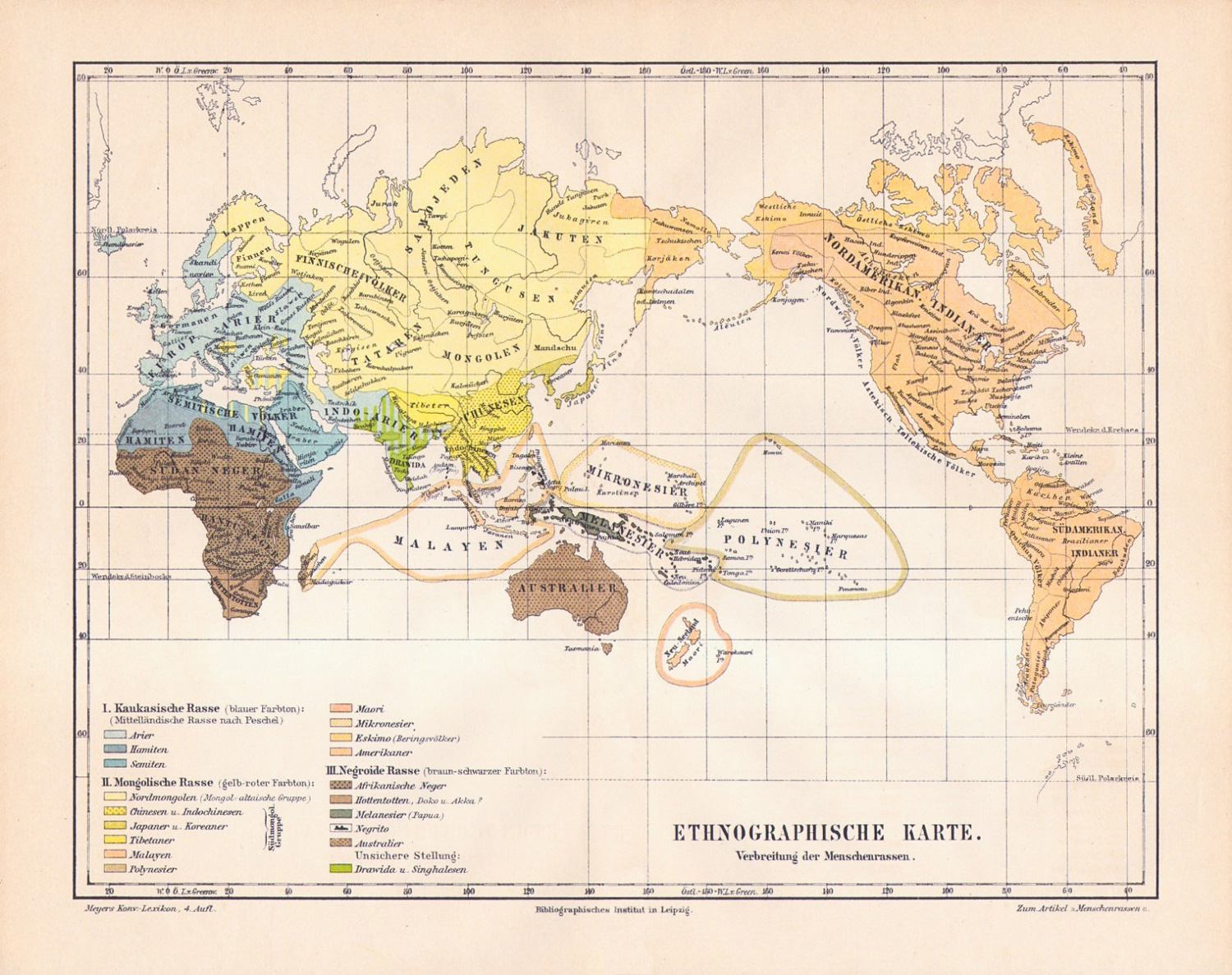
دیدگاه فرهنگ‌نامه مایر (۹۰–۱۸۸۵) در مورد نژاد مردم جهان

آریا (سانسکریت: آ-ریا āˊrya، ایرانی باستانی: اَریا arya، پارسی باستان: اَرییا ariya، اوستایی: اَیرییا airiia) نامی است که به گروهی از مهاجران هندواروپایی‌ که در طول هزاره سوم پ. م (هنگام مهاجرت اقوام هندواروپایی) از سوی شمال(فرهنگ آندرونوو و فرهنگ سینتاشتا) به فلات ایران و شبه قاره هند کوچیدند، داده‌اند. صورت اضافی جمع این واژه به صورت «اَییریانِم»، منشأ نام کشور ایران است. خاستگاه آریایی‌ها سیبریِ کنونی بوده که پس از جدایی از دیگر اقوامِ هندواروپایی به قزاقستان آمده و ساکن شدند، سپس به فلات ایران و شمال هند رفته و بومیان این نواحی را از لحاظ فرهنگی و زبانی دچار تحول گسترده کردند. اعتقاد برخی بر این است که اقوام هندواروپایی‌زبان، خود را مقابل بومیان ایران (مانند ایلامی‌ها و دیگر اقوام) و هندوستان (مانند دراویدی‌ها)، آریایی (به معنای شریف و اصیل) نامیدند. این اقوام را در گذشته هندو-ژرمنی نیز می‌نامیدند.
از هنگامی که بر اساس نظریه «هندواروپایی‌ها» خویشاوندی گروهی از زبان‌های رایج در هند، ایران و اروپا اثبات شد، بیش از دو سده می‌گذرد و در طی این مدت فرضیه‌های بسیاری درباره زاد و بوم و نخستین و چگونگی انشعاب این قوم مفروض پیشنهاد شده است، اما این مساله هنوز پاسخ قطعی نیافته است. با این همه، اکثر صاحب‌نظرها برآنند، که زیستگاه هندواروپایی‌های نخستین را در دشت‌های اوراسیا، که از آسیا تا اروپا دامن گسترده است، باید جستجو کرد. حفاری این سرزمین فراخ‌دامن از ده‌ها «فرهنگ باستان‌شناختی» مربوط به دوران نوسنگی و عصر مفرغ پرده برداشته که هویت هیچ یک تا کنون به درستی شناخته نشده است. پژوهندگان کوشیده‌اند هر یک از این فرهنگ‌ها را با مرحله‌ای از زندگی یا مهاجرت‌های هندواروپایی‌ها تطبیق دهند. هرچند هنوز یقین در همه موارد حاصل نشده است، انطباق جوامع عصر مفرغ دشت‌های شمالی (هزاره دوم پیش از میلاد) با نیای اقوام هندواروپایی به عنوان فرضی معقول قبول عام یافته است؛ به ویژه گروه بزرگی از این جوامع باستان‌شناختی که به فرهنگ آندرونوو مشهور است، به عنوان آریایی‌ها یا ایرانی‌های پیش از تاریخ شناسایی شده است.
براساس پژوهش‌های ژنتیکی و تباری، آریایی‌های تازه‌وارد دارای هاپلوگروپ (تک گروه)R1a بودند و این بیانگر هم‌نژادیِ آنان با روس‌ها و اکراینی‌ها است. منشأ این هاپلوگروپ در دشت‌های روسیه بوده و طی مهاجرت آریایی‌ها به بعضی مناطق ایران، افغانستان و مناطق جنوب آسیا، روسیه و اروپای شرقی رسیده‌است.
در ریگ ودا مهاجمان آریایی که از آسیای میانه به شمال هند یورش برده‌اند، سفیدپوست توصیف شده‌اند. همچنین در ریگ‌ودا آریایی‌ها را جنگجویان روشن‌پوستی نامیده‌اند که سوار بر ارابه‌های فلزی از آسیای میانه به هند تاخته و شهرهای دراویدی‌ها (بومیان تیره‌پوست شبه قاره هند) را نابود کرده و شهرهای باشکوهی بنا کرده و دانشمندان زیادی پرورانده‌اند. همچنین ایندرا (از خدایان هندو)، سرزمینِ داسی‌های بومیِ تیره‌پوستی که توسط آریاییان فتح شده را میان این آریایی‌های سفیدپوست تقسیم می‌کند. هندی‌های جنوب هند بازماندگان دراویدی‌های بومی تیره پوست ولی هندیان شمال هند دورگه آریایی-دراویدی می‌باشند. آن دسته از آریایی‌ها که به هند رفتند، با بومیان دراویدی آمیختند و هندوآریایی‌ها را به وجود آوردند.
به گفتهٔ گراردو نیولی برخلاف معناهای گوناگونی که آریَن یا آریا در میان هندیان باستان داشته، آریا در میان ایرانیان باستان صرفاً به معنای قومی ثبت شده‌است. به گفته او ما همچنین می‌دانیم که اهورامزدا، خدای ایرانیان محسوب می‌شده که زبان‌شان ایرانی یا آریایی نامیده شده و اوستا به‌روشنی «آریا» را به معنای قومی به کار برده‌است. نیولی معتقد است در اینکه واژهٔ «ایران» یا «آریا» برای ایرانیان مفهوم قومی داشته، هیچ تردیدی نیست. هرلد والتر بیلی هم این واژه را دارای جنبهٔ قومیتی می‌داند که در اوستا و کتیبه‌های هخامنشی به کار رفته.
رودیگر اشمیت بر این باور است که «آریایی» عنوان بخشی از مردمان هند (شمال هند) باستان و ایران باستان است که به «زبان‌های آریایی» (زبان‌های هندوایرانی) سخن می‌گفتند.
هیوستون استوارت چمبرلین فیلسوف آلمانی-بریتانیایی، آریایی‌ها را هندواروپایی‌های خالص سفیدپوست می‌دانست.
به باور مریم سینایی در دائرةالمعارف بزرگ اسلامی، در دوره‌های گذشته چنین پنداشته می‌شد که سنسکریت نیای همهٔ زبان‌های هندواروپایی و هندوستان میهن اصلی اقوامی بوده‌است که به این زبان سخن می‌گفته‌اند. از این رو، نام آریایی بر تمام این اقوام گفته می‌شد. بعدها با نادرست دانستن این نظریه، این اصطلاح متروک شد. در سدهٔ بیستم و همزمان با ظهور فاشیسم این اصطلاح در آلمان برای مدتی معمول گردید و با گفتن آن بر اقوام ژرمنی، به آن انگ نژادپرستانه زده شد. اکنون اصطلاح آریایی تنها برای اقوام هندوایرانی (شاخه آسیایی هندواروپایی) که خویشتن را خود به این نام می‌خواندند، به کار می‌رود.
ماکس مولر مورخ آلمانی باور داشت، مردم باستانی شمال هند، ایران و اروپا یک نژاد بودند، و او آنها را هندواروپایی (آریایی) نامید، و باور داشت که آریایی‌های اصیل آلمانی‌ها بوده که خلوص نژادی خود را حفظ کرده‌اند.

## ریشه‌شناسی
این واژه ریشه در دو بُنِ نیاهندوایرانیاییِ arya- یا āryo دارد که احتمالاً هندوایرانیانِ اولیه از آن‌ها برای تعریفِ هویتِ خویش استفاده می‌کرده‌اند.
|  |  |  |  |  |  |  |  |  |  |                  |                  |                  |                  |                  |                  |            |            |            |            | هندواروپایی |  |  |  |  |  |          |          |          |          |          |          |  |  |  |  |  |  |  |  |  |  |  |  |  |  |  |  |  |  |  |  |  |  |  |  |  |  |  |  |
|  |  |  |  |  |  |  |  |  |  |                  |                  |                  |                  |                  |                  |            |            |            |            |             |  |  |  |  |  |          |          |          |          |          |          |  |  |  |  |  |  |  |  |  |  |  |  |  |  |  |  |  |  |  |  |  |  |  |  |  |  |  |  |
|  |  |  |  |  |  |  |  |  |  |                  |                  |                  |                  |                  |                  |            |            |            |            |             |  |  |  |  |  |          |          |          |          |          |          |  |  |  |  |  |  |  |  |  |  |  |  |  |  |  |  |  |  |  |  |  |  |  |  |  |  |  |  |
|  |  |  |  |  |  |  |  |  |  |                  |                  |                  |                  | هندوایرانی       | هندوایرانی       | هندوایرانی | هندوایرانی | هندوایرانی | هندوایرانی |             |  |  |  |  |  | اروپایی  | اروپایی  | اروپایی  | اروپایی  | اروپایی  | اروپایی  |  |  |  |  |  |  |  |  |  |  |  |  |  |  |  |  |  |  |  |  |  |  |  |  |  |  |  |  |
|  |  |  |  |  |  |  |  |  |  |                  |                  |                  |                  | هندوایرانی       | هندوایرانی       | هندوایرانی | هندوایرانی | هندوایرانی | هندوایرانی |             |  |  |  |  |  | اروپایی  | اروپایی  | اروپایی  | اروپایی  | اروپایی  | اروپایی  |  |  |  |  |  |  |  |  |  |  |  |  |  |  |  |  |  |  |  |  |  |  |  |  |  |  |  |  |
|  |  |  |  |  |  |  |  |  |  |                  |                  |                  |                  |                  |                  |            |            |            |            |             |  |  |  |  |  |          |          |          |          |          |          |  |  |  |  |  |  |  |  |  |  |  |  |  |  |  |  |  |  |  |  |  |  |  |  |  |  |  |  |
|  |  |  |  |  |  |  |  |  |  | اقوام ایرانی‌تبار | اقوام ایرانی‌تبار | اقوام ایرانی‌تبار | اقوام ایرانی‌تبار | اقوام ایرانی‌تبار | اقوام ایرانی‌تبار |            |            |            |            |             |  |  |  |  |  | مردم هند | مردم هند | مردم هند | مردم هند | مردم هند | مردم هند |  |  |  |  |  |  |  |  |  |  |  |  |  |  |  |  |  |  |  |  |  |  |  |  |  |  |  |  |

واژهٔ ā́rya در متون هندی، قوم‌نامِ مردمانی بود که به زبان سانسکریت ودایی سخن می‌گفتند یا به دیگر عناصر فرهنگیِ منسوب به آن وابسته بودند. ā́ryaبودن در تضاد با an-ā́rya تعریف می‌شد که یعنی «ناآریا/غیرِآریا». در زمان گسترش آیین بودا (سده‌های چهارم تا پنجم پیش از میلاد) این واژه معنای «نخبه/شریف» به خود گرفت. در زبان‌های باستانی ایران، اصطلاحِ اوستاییِ airya (که در زبان فارسی باستان به شکل ariya خوانده می‌شده) دقیقاً مانندِ کاربردِ نخستینِ همتایِ مشابهش در هندوستان، قوم‌نامِ مردم فلات ایران بود و در برابرِ an-airya تعریف می‌شد و مشروط به آیین و زبانِ فرد بود.
گراردو نیولی می‌گوید واژهٔ «آریایی»، برخلاف تصور برخی ایران‌شناسانِ غربی (مانند مری بویس و ریچارد فرای)، بارِ دینی دارد و تهی از بارِ نژادی، تباری و جغرافیایی است. به اعتقاد او، آریایی در زبان هندو-ایرانی به معنی «ایمان‌آورده [به آئین هندو-ایرانی]» بوده‌است. دیوید آنتونی هم در این راستا می‌گوید: «ریگ‌ودا و اوستا جوهر هویت مشترکِ هندوایرانیان را زبانی و آیینی تعریف کرده‌اند، نه نژادی. اگر شخصی با استفاده از اشکال صحیح سرودها و اشعار سنتی برای خدایان قربانی می‌کرد، آن شخص یک آریایی بود.» این مسئله در مزدیسنایِ معاصر هم صادق است چنانچه سِر جان مَلکُم، به نقل از ملافیروز، موبَد موبَدان زرتشتیان هند در بَمبَئی، آورده‌است که واژهٔ انیران به معنای بی‌دینان است. «اێر» (حرفِ «ێ»، نشانهٔ یای مجهول است) که ریشه در airiyaیِ اوستا دارد، واژه‌ای پهلوی است و معنای آن «مؤمن» است. «اێران»، صورت جمع آن است. در پهلوی پیشوند «اَ» و «اَن»، چنان‌که در یونانی و سانسکریت، پیشوند نفی است. در نتیجه، «اَنێران» یعنی بی‌دینان. به گفتهٔ او، شاه اێران و انێران یعنی شاه مؤمنان و بی‌دینان یا شاه پِرژا و ملت‌های دیگر. مؤمنان زرتشتیان‌اند و بی‌دینان غیرزرتشتیان. تعبیر دینی ایران و انیران در شاهنامه نیز آمده‌است. بر پایهٔ این تعبیر باید بپذیریم که واژهٔ ایران سپس معنای قومی و سرزمینی یافته‌است.
به پیشنهادِ شماری از پژوهشگران می‌توان پیگیریِ دو بُنِ نیاهندوایرانیاییِ arya- یا āryo را تا زبان نیاهندواروپایی عقب‌تر رفت و ریشه‌ای بازسازی‌شده برایش ارائه داد که عبارت است از h₂erós یا h₂eryós با معانیِ «خودی» یا «آزاد» یا «مهمان» یا «حاکم». هرچند هم‌خانواده‌های بازساختهٔ ژرمنیک، کلتیک و آناتولیاییِ آن توسط همه پذیرفته نشده‌اند. به هر حال اتصال و خودشناسیِ فرهنگیِ هندوایرانی در دیگر زبان‌های هندواروپایی غایب است و سندی هم در دست نیست که نشان بدهد نیاهندواروپاییان خودشان را چه می‌نامیده‌اند.
واژهٔ h₂eryós از بُنِ نیاهندواروپاییِ *h₂er- می‌آید که یعنی «باهم‌بودن». هرچند اسوالد سمرنیی هم استدلال می‌کند که این واژه وام‌واژه‌ای اوگاریتی از واژهٔ ary به معنای خویشاوند است اما جیمز پاتریک مالری و داگلاس کیو آدامز ریشه‌یابیِ او را قانع‌کننده ارزیابی نمی‌کنند. این دو شخص می‌گویند که واژهٔ آریا (arya) مشخصا به معنای «آزاد» بوده و برای وضعیت درونیِ خودِ هندوایرانیان مصداق داشته‌است. ایشان خاطرنشان می‌کنند که این واژه در آناتولی هم معنای آزاد داشته منتها در ایران و هندوستان، بارِ قومیِ پررنگ‌تری به خود گرفته بوده‌است؛ شاید به این خاطر که بردگانِ هندوایرانیان عمدتاً از اقوامِ دیگر (anarya) بوده‌اند.

## پیشینه واژه

### در اوستا

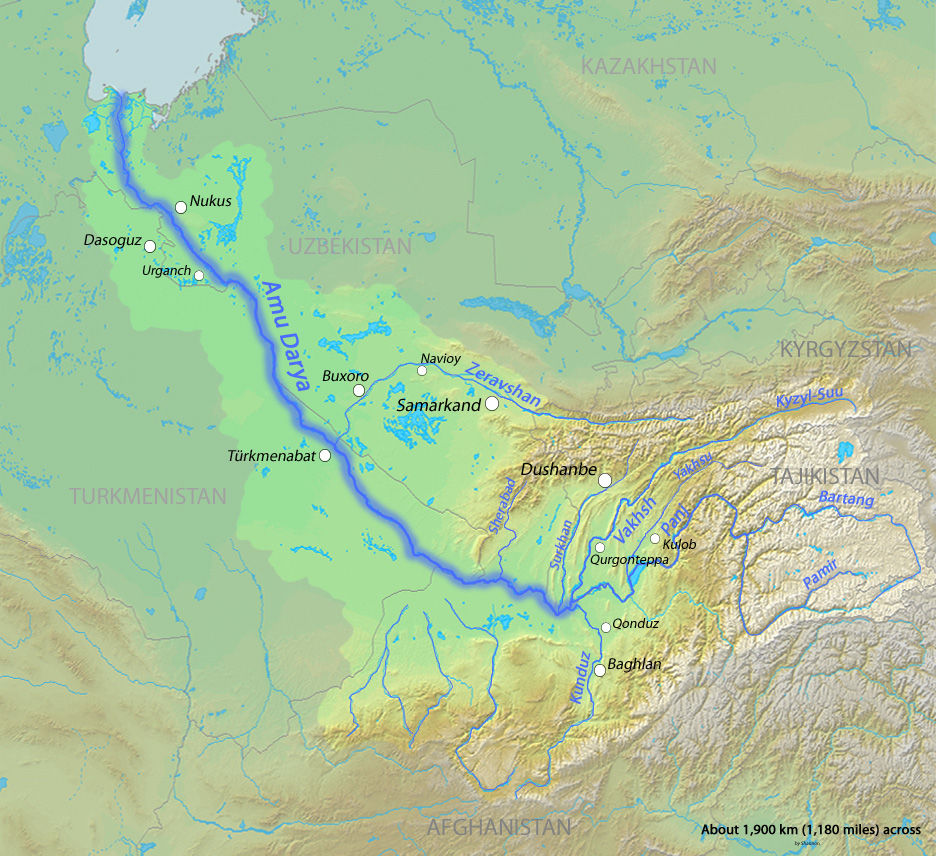
به باور دانشمند ایرانی‌شناس، گراردو نیولی، یکی از دو رود جیحون یا هیرمند، «مبدأ اولیه خلقت جانداران در زمین» در آیین زرتشتی و کتاب اوستا و سرزمین ایرانویچ است.

در اوستا، ۶ جا واژهٔ آریا به کار رفته‌است. جغرافیایِ «جایگان آریایی‌ها» (airyō. šayana) در یشت ۱۰٫۱۴، دربردارنده ۶ جای‌نام است که ۴ تا آن‌ها شناخته شده‌است:
"iškatəm pourutəmča mourum hārōyum gaomča suγδəm xᵛāirizəmča
(به ترتیب به معنایِ: “Iskata, Pouruta, Margu, Haraiva, Gava-Sugda, Hvārazm.)
یا در یشت ۸٫۶:
"yaθa tiγriš mainya-asǡ yim aŋhaṱ ərəxšō xšviwi.išuš xšviwi.išvatəmō airyanąm airyō.xsuθaṱ hača garōiṱ xᵛ anvantəm avi gairīm"
 ترجمه: مانند تیر نوک‌تیزی که کمان‌دار اِرِخشَ (آرش) پرتاب کرد، تیر تندرو، تندروترینِ آریایی‌ها، از کوه اَیریو خشوثه به کوه خوَنوَنت.
جنگلی (رَزورا، razurā) که در یشت ۱۵٫۳۲ vīspe.aire.razuraya نامیده شد، جایی بود که کَوی هئوسرَوو (Kavi Haosravō)، وایو (Vāyu) را کشت.
واژه اَیریَه (airiia/ariya-) در گاهان دیده نمی‌شود و تنها در بخش‌هایی با نام اوستای متأخر و به ویژه در یشتها ظاهر می‌شود. در گاهان تنها به اَی‌ریَ‌مَن airyaman- برمی‌خوریم که معادل آریامان (aryamán) در سانسکریت ودایی است که همچنین در آغازِ دعای معروف اَی ریِمَه ایشو (ayrəmā išyō) که در آن «اِیریمَن مطلوب» طلب شده‌است، دیده می‌شود.

#### ایران‌ویچ
ایران‌ویج (اوستایی: اَریَنَ وَئیجَه (airyana waējah), پارسی میانه: ایران‌ویج (ērānwēz), سغدی مانوی: آریانا وَئیجه (airyana waējah), پارتی و سغدی: آریان‌ویجن (ʾryʾnwyjn)) نامِ جایی است که در نوشته‌های مذهبی زرتشتی، زیست‌گاهِ مردمان آریایی دانسته شده.
به پندار هندوایرانیان، جهان به هفت بخش (پهلوی: kišvar، سنسکریت: dvīpa) تقسیم می‌شده و رشته کوهی دورادور آن را فرا گرفته بوده‌است. منطقه مسکونی عالم، یعنی جایگاه آریایی‌ها که در نزد ایرانیان «اَیرَیَنه وَیجه» (ایرانویچ) و نزد هندیان «آریاوَرته» نام داشت، در سرزمین میانی قرار داشت. آنان باور داشتند که کوهی بس بلند در میان این سرزمین جای دارد.
بر اساس وندیداد (فرگرد ۱)، ایرانیان باستان، خاستگاه خود را به اَیریَنِم وَیجَ (Airiianəm vaēǰō) منسوب می‌کردند که معنی «گسترهٔ آریاییان» یا «سرزمین رودهای آریایی/ چشمه‌های آریایی» می‌دهد.
در وندیداد، فرگرد ۱، بندهای ۳ و ۴ آمده‌است:
بهترین ناحیه‌ای که اورمزد آفرید ایرانویج است. اما پتیاره آن زمستان دیوآفریده، ده‌ماهه و انواع مار پردار و بی‌پر است. خوشی این ناحیه به حدی است که اورمزد می‌گوید اگر سرزمین‌های دیگر را نمی‌آفرید، مردم به ایرانویج می‌رفتند و جایی برای سکونت باقی نمی‌ماند.
این واژه در یشت سیزدهم از مِهریشت (دهمین یشت از یشت‌های اوستا) به صورت اَئیریو شایانا (Airyō šayana) به معنای «خانمان‌های آریایی» آمده‌است.
مهاجرت آریاییان به صورت نمادین در وندیداد (فرگرد یکم، بندهای ۲–۳) و تفسیر پهلوی آن منعکس است. در آنچان اینطور آمده که نخستین سرزمینی که هرمزد آفرید، ایرانویچ بود که در آن ده ماه زمستان و دو ماه تابستان بود و در همین دو ماه هم آب و زمین و گیاه از سرما یخ می‌بندد. فرگرد دوم وندیداد داستان جمشید است. جمشید پیشنهاد هرمزد را برای شهریاری جهان می‌پذیرد و در آبادانی آن می‌کوشد. پس از گذشت سیصد زمستان بر شمار مردم‌ها و چارپاها و مرغ‌ها چند می‌افزاید که زمین برای زندگانی تنگ می‌گردد. آنگاه جمشید رو به آفتب نیمروز (جنوب) زمین را به اندازه یک ثلث می‌گسترد. به همین گونه دو بار دیگر در ششصدمین سال و نهصدمین سال شهریاری خویش، جمشید دامنه زمین را رو به آفتاب جنوب فراخ‌تر می‌کند تا شمار فزایندهٔ آفریدگان را پاسخگو باشد. صد سال پایانی شهریاری جمشید صرف ساختن دژی زیرزمینی موسوم به «وَرِ جمکَرد» می‌شود تا گزینه ای از نسل آدمیان و جانوران از زمستان مهلکی که فرا خواهد رسید نجات یابند.
این واژه بعدها در متون پارسیگ تبدیل به «ایران‌ویز» ērānwēz شد و پارِ (جزءِ) ēr که به معنی «آزاده، شریف و اصیل» است از آن گرفته شد. پارِ (جزءِ) ēr به عنوان صفتی برای نامیدنِ تابعانِ ساسانیان به کار رفت و در عبارتِ Ērānshahr (ایران‌شهر) به معنای «کشورِ ایرها/آریایی‌ها» بر سرزمین ساسانیان اطلاق شد. و پس از ورود اسلام تا امروز نیز بخشِ «ایرانِ» آن همچنان به عنوان جای‌نام باقی مانده‌است.
دربارهٔ محل ایرانویج اختلاف نظر وجود دارد. برخی آن را سرزمین صرفاً اساطیری دانسته‌اند. برخی نیز پیشنهادهایی برای جایگاه جغرافیایی آن ارائه کرده‌اند. محل‌های پیشنهادی از خوارزم بر ساحل دریاچه آرال در شمال ازبکستان تا آذربایجان، یا تا جنوب یا شمال غرب افغانستان گسترده‌است. ویلم فوگل‌سانگ محل ایرانویج را شمال سرزمین باستانی سُغد، در شمال رود سیحون دانسته، اما بر پایه پژوهش ویتسِل، جایگاه ایرانویج، در متون مختلف اوستایی، متفاوت است. در متن وندیداد، ارتفاعات مرکزی افغانستان فرض شده‌است.

### سکاها
سکاها از آریایی‌ها بوده، خود را ایرانی‌تبار به‌شمار می‌آوردند و کلمه ایرانی باستان اَریَه در نام «آلان» که بازماندگان آنان در سده‌های میانه در جلگه‌های جنوب روسیه و شمال قفقاز به خودشان می‌گفتند و «اَیرَن» که نام یکی از دو گویش عمده زبان اوستی امروزی است، بازتاب یافته‌است.

### هخامنشیان
کتیبه‌های هخامنشی در سه کاربرد گوناگون از «اَریَه/اَییریَه/اَییریا» بهره گرفته‌اند: نخست برای نامیدنِ زبان فارسی باستان در سنگ‌نوشتهٔ داریوش در بیستون، دوم در جایی که داریوش بزرگ در نقش رستم و شوش ابتدا خودش را «پارسی» و «پارسی‌زاده» و سپس «از نسل آریا» معرفی می‌کند (خشایارشا بزرگ هم خودش را اینچنین معرفی می‌کند) و سوم برای تعریف اهورامزدا در نسخه عیلامی سنگ‌نوشتهٔ بیستون.
نیولی می‌گوید شاید منظورِ داریوش از زبان آریایی، زبان دیگری به جز فارسی باستان بوده‌است. واژهٔ aryā در نوشتار فارسیِ سنگ‌نوشتهٔ بیستون، مطابق با har-ri-ya-ma در نوشتار ایلامی است.
واژهٔ آریا را می‌توان در برخی نام‌های زبان فارسی باستان هم یافت: آریابیگنه (arya-bigna به معنای ه «دیهٔ آریایان»)، آریارات (Arya-wratha به معنای «دارای شادی آریایی»)، آریابرزین (Ārya-bṛzāna به معنای «تعالی آریایان»)، آریااوس (arya-ai که احتمالاً کوتَه‌نام بوده‌است) و آریارَمنا (Ariyāramna که معنایش مشخص نیست).

#### گل‌نوشته‌های بابلی
برخی اسنادِ بابلی دورهٔ هخامنشی به اصطلاح ar-ú-ma-a-a اشاره می‌کنند. این درون‌نام اشاره به ساکنان کشورِ آریا یا آریه (پارسی باستان harāiva، اوستایی harōiva، ایلامی harrima، کتیبه بابلی هخامنشی a-ri-e-mu، یونانی areia) است. نویسندگان یونانی آن‌ها را آریه‌ای یا آریویی خوانده‌اند. هریئوه در شرق پارت، در بخش هرات، زمانی از شهربهای هخامنشیان بود. هرودوت می‌گوید آریه‌ای‌ها مسلح به شمشیر مادی بودند و جامه باختر می‌پوشیدند. وی می‌افزاید آریه‌ای‌ها، پارتی‌ها، خوارزمی‌ها و سغدی‌ها تشکیل دهنده شانزدهمین شهرب شاهنشاهی پارس بودند. آریه‌ای‌ها در نقش‌برجسته‌های تخت جمشید با شمشیر مادی تصویر شده‌اند.

### یونانیان
یونانیان در گذشته مادها را آریویی می‌شناختند و یونانیان آراییا را برای پارسیان باستان به کار می‌بردند. معنای قومی مشابهی هم در سده‌های بعد رایج شد.

### ساسانیان
آنچه از بررسی مدارک تاریخی و باستانشناسی ایران به دست می‌آید، این است که عنوان پادشاهان ساسانی و نام کشور و قلمرو فرمانروایی ایشان با القاب و نام‌های پیش از ایشان تفاوت دارد. شاهنشاه واژه جدیدی است که پیش از آن هیچ سابقه‌ای میان پارتیان نداشته‌است. واژه ایران، آریان و آریانوس در کتیبه‌های ساسانی و القاب و نام‌های اشخاصی مانند ایراندخت، ایران‌گشسب، ایران خرد و نام سمتهای اداری مانند ایران سپهبَد، برای اولین بار در زمان ساسانیان دیده می‌شود. کاربرد گسترده نام ایران در القاب مختلف اداری حکومت جدید و تشکیلات آن از همان ابتدای بنیانگذاری سلسله ساسانی پدیده‌ای ویژه است. در کتیبه‌های شاهان ساسانی پس از عنوان، ایران و انیران (یعنی ایران و غیرایران) دیده می‌شود. این واژه‌ها در برابر واژه‌های آریایی و غیرآریایی است، که در متون هخامنشی به چشم می‌خورد.

#### واژهٔ ایران
واژه فارسیِ نویِ «ایران» با تلفظِ Ērān در فارسیِ میانه، از فارسیِ باستان -ariya که برابر واژه اوستایی -airiia (ایرانی باستان -arya*) است گرفته شده. همانگونه که پیشتر در همین مقاله گفته شد، این واژهٔ اوستایی و برابرهای آن را، همهٔ اقوامِ هندوایرانیِ ایران و هند برای نامیدنِ خود به کار می‌بردند. واژهٔ ایران با توجه به صفت اوستاییِ -airiiana، می‌تواند برگرفته از صورت اضافی جمع این واژهٔ دانست که به سرزمین یا کشور اطلاق شده‌است، یعنی -aryānām*؛ که در aryānām dahyuš (سرزمین آریاها) و aryānām xsavram* (شهریاری آریاها) دیده می‌شود و شاید همین aryānām xsavram* است که در فارسی میانه به شکل ēran shahr درآمده. این‌که مفهومِ ایران در آغاز، بار معنایی سیاسی نداشته‌است، آشکارا از عنوان پادشاهای فارسی میانه šāhān šāh Ērān ud Anērān «شاهنشاه ایران و انیران» (بسنجید با اوستایی -an-airiia و هندوآریایی باستان -an-árya «غیر ایرانی») بر می‌آید؛ به همین ترتیب اصطلاحاتی چون Ariya čiça «نژاد آریایی» در فارسی باستان و عبارت ایلامی کتیبهٔ داریوش بزرگ در بیستون (بندهای 62-63): d.na-ap v.Har-ri-ya-na-um ایلامی (=فارسی باستان Ariyānām*) «خدای آریاها» (دربارهٔ اهورامزدا)، نشان دهندهٔ بار قومی این اصطلاح در دوران باستان است.
از نگاه نیولی، معنی واژهٔ «اێر» (ēr) که در کتیبه شاپور یکم در کعبهٔ زرتشت و بر روی سکه‌های بهرام دوم درج شده‌است، به معنی «آزاده، نجیب و شریف» نیست و باید آن را صرفاً «آریایی» معنا کرد. در واقع واژهٔ فارسی میانهٔ کتیبه‌ایِ (=پهلوی کتیبه‌ایِ) ēr، همان صورت مفرد کلمهٔ ērān است و این نکته البته نه تنها دربارهٔ کلمه yly' در فارسی میانهٔ کتیبه‌ای، بلکه برای واژهٔ ry' در پهلوی اشکانی کتیبه‌ای نیز، که صورت جمع aryān='ry'n است، صدق می‌کند.

### در دوران معاصر
نام آریا و مشتقاتش مانند آریَن همچنان در جنوب آسیا و ایران بر فرزندان گذاشته می‌شوند. این نام حتی در غرب هم به واسطهٔ فرهنگ پاپ بسامد بیشتری یافته‌است. براساس گزارش اداره تأمین اجتماعی ایالات متحده در سال ۲۰۱۲، نام آریا به عنوان نامی دخترانه با بیشترین سرعت از رتبهٔ ۷۱۱ به ۴۱۳ جَهید. این نام در سال ۲۰۱۷، جزو ۲۰۰تا از نام‌هایِ دخترانهٔ پرطرفدار در انگلستان و ولز قرار گرفت.
واژهٔ آریا همچنان کمابیش در متون دینیِ هندوییسم، سیکیسم، جینیسم، بوداییم و دیگر ادیان هندی پیدا می‌شود.

## پیشینه مردمان آریایی
با توجه به مدارک باستان‌شناسی به نظر می‌رسد که نخست هندواروپایی‌ها به دو دسته تقسیم و رهسپار غرب و جنوب شرقی شدند. گروه‌هایی که به سوی غرب رفتند، «قبایل اروپایی» نام گرفتند و گروه‌هایی که در جهت جنوب شرقی حرکت کردند، هندوایرانی‌ها یا آریایی‌هایِ آغازین خوانده شدند. حرکت اقوام هندوایرانی هم‌زمان با واقعه مهم، یعنی به‌کارگیری روزافزون آهن و استفاده از اسب تندرو بوده‌است.
مهاجرتِ اقوام هندواروپایی به فلات ایران را به دو دسته شرقی و غربی تقسیم می‌کنند:
1. دسته شرقی که با گذشتن از رودخانه سیحون و جیحون به سمت جنوب حرکت کردند و با پشت سر گذاشتن باختر از کوه‌های هندوکش گذشتند و احتمالاً در نواحی شرقی و فلات ایران ساکن شدند .
2. دسته غربی نیز از طریق کوه‌های قفقاز وارد فلات ایران شدند و در شمال غرب و نواحی مرکزی آن سکنا گزیدند. از مادها و پارسها اولین بار در اسناد آشوری مربوط به شلمنصر سوم و در ۸۴۶ پ. م با عنوان پَرسوا و مَدَی نام برده می‌شود و این هنگام در جنوب دولت عیلام در بین‌النهرین دولت آَشور و در حوالی دریاچهٔ وان دولت اورارتو وجود داشت که به نوبه خود مانع هرگونه پیشرفت این اقوام تازه رسیده به سمت غرب می‌شد. به دنبال استقرار دسته غربی، اقوام سگرتی در ناحیه شرقی تر تا نزدیک تبریز امروزی، قوم پَرثًو در اطراف دربندهای خزر و قوم هَریَیو در جنوب خراسان در ناحیهٔ هرات مستقر شدند.[۸۲]

دسته‌ای از همین گروه شرقی از بلخ به سوی غرب و نواحی شمالی ایران و جنوب دریای خزر نفوذ کردند و در همین زمان دولت‌های گوتی، لولویی، کاسی و نیز هوری، منطقه غرب را در فرمانروایی داشتند.
زبان، دین و ساختار اجتماعی جامعهٔ هندوایرانیان یا همان آریایی‌ها در دوره‌های پس از مهاجرت حاکی از آن است که این اقوام در ابتدا قوم واحدی بوده‌اند. جداشدن آریایی‌ها از دیگر قبایلِ دامدار و اسکان‌نیافتهٔ هندواروپایی باید پس از آغازِ پراکنده‌شدنِ جمعیِ این قوم‌ها در نیمه دوم هزاره ۴ پ. م رخ داده باشد.
برای آغاز مهاجرتِ هندواروپاییان، انگیزه‌های بسیاری چون افزایش جمعیت، تهاجمِ اقوام بدوی، تغییرات اقلیمی-زیست‌محیطی و تغییر مسیرهای تجارتی یاد شده‌است. از سوی دیگر به گفته بیسبون، انگیزه مهاجرت و کاهش جمعیت منطقه را باید در میان عوامل اجتماعی جستجو کرد که یانگ نیز آن را می‌پذیرد. نظریهٔ هلوپینا این است که با افزایش جمعیت و تراکم آن در محوطه شبیه به زیست گاه‌های شهرنشینی آغازین چون تپه نمازگاه با فرهنگ دامداری و کشاورزی، آلتین تپه و الغ تپه و ناکارآمدی سازمان‌های موجود در خودگردانی جامعه، برخوردهایی را میان ساکنان آن‌ها موجب گردید. بدین سان، بخشی کوچکی از جمعیت ساکن در منطقه باقی ماند و بسیاری دیگر به سرزمین‌های تازه هجوم آوردند.
در طول هزاره ۳ تا اوایل هزاره ۲ پ. م گروه هندوایرانی یا آریایی که شاخه‌ای از قوم هندوآریایی بود، احتمالاً در آسیای مرکزی، یعنی حدوداً استپ‌های ایران شرقی در سُغد، خوارزم و بلخ باستان و مناطق مجاور آن‌ها همچنان به زندگی مشترک خود ادامه می‌داد. شاهد این ادعا، حفاری‌هایی هستند که در نیمه دوم سدهٔ ۲۰ م در ایران، افغانستان و پاکستان صورت گرفتند و بنابر آنان به نظر می‌رسد که تمدن پیچیده‌ای از عصر مفرغ در جنوب آسیای مرکزی وجود داشته‌است. بررسی آثار تپه‌های باستانی این مناطق و مقایسه آن‌ها با یکدیگر، حاکی از یک حوزه فرهنگی گسترده‌است. مقایسه آثار متعلق به بوم تپه در درهٔ شمالی اترک، مربوط به دوران پایانی مرحله عصر نوسنگی، عصر مفرغ و عصر آهن در شمال استان خراسان با آثار جنوب ترکمنستان، دشت دره گز ایران، در جنوب قره تپه و تپهٔ نمازگاه در حدود ۶ کیلومتری غرب دهکده کاهکا، در دامنه کپه داغ، آثار جنوب شرقی دریایی خزر، منطقهٔ ترکمن صحرا و تپه سیلک با تپه حصار که تمدن اخیر از دوران نوسنگی در تمامی ناحیه کوهستانی تاجیکستان جنوبی پراکنده بود، ارتباط فرهنگی این مناطق را به وضوح آشکار می‌سازد. این پیکرهٔ فرهنگی همچنین با فرهنگ کورگان که از هزاره‌های ۵ تا ۳ پ. م در استپ‌های شمال دریای سیاه گسترش داشت، مربوط اند. تجارت در خلال هزاره ۳ پ. م نیز وسیله مهمی در ایجاد ارتباط فرهنگی خاور نزدیک و جنوب آسیا و منطقهٔ میان‌رودان به‌شمار می‌رفته‌است. در اوایل هزاره ۲ پ. م این ارتباطات گسسته شد و در پی آن یک سلسله مهاجرت‌ها و تغییرات کلی فرهنگی پدید آمد.
باستان‌شناسان شوروی معمولاً قوم هندوایرانی را در کهن‌ترین دوران‌های آن با فرهنگ آندرونوو که آثارش در قزاقستان و جنوب سیبری یافت شده‌است، مربوط می‌کنند. اما هنوز به‌طور یقین نمی‌توان این فرضیه را پذیرفت. این فرهنگِ آندرونوو به هزاره ۲ پ. م تعلق دارد و با فرهنگ کورگان مربوط است. سرانجام هند و ایرانیان نیز در حدود ۲۰۰۰ پ. م در جستجوی سرزمین‌های تازه با چراگاه‌های بهتر و دام‌های بیش‌تر و شاید به سبب خشکسالی‌هایی که به‌طور ادواری استپ‌های فصل مشترک اروپا-آسیا را که مسکن آن‌ها بود، تهدید می‌کرد، به تدریج از هم جدا شدند و با کوچی پردامنه از شرق دریای خزر و آسیای مرکزی، یا از غرب از سوی قفقاز، یا شاید از هر دو جهت از میهن مشترک شان به سوی فلات ایران حرکت کردند. در این زمان با پراکنده شدن هندوایرانیان در منطقه‌ای گسترده و نیز به سبب سستی روابط اقتصادی میان آن‌ها که روابط را کم کرد، تفاوت میان زبان‌های ایرانی و هندی باستان که هر دو از گویش مختلف زبان هندواروپایی آغازین سرچشمه گرفته بودند و در دروه آریایی تحول مشترک آن‌ها برای ادغام کامل آن دو کافی نبود، به تدریج شدت گرفت.
مانند دیگر جابه‌جایی و هجوم قوم‌های کوچ‌نشین، به‌گمان در آغاز گروه‌های کوچک پیش‌رو آریایی به مناطق تازه نفوذ می‌کردند. گروه‌های کوچک معمولاً در اقوام بومی مستحیل می‌شدند، اما با رسیدن پیاپی گروه‌های بزرگ‌تر در دوره‌ای به نسبت طولانی و چیرگی شان بر اقوام بومی یا متحد شدن شان با آن‌ها عنصر قومی و زبانی آریایی در این منطقه برتری می‌یافت. آریایی‌ها گاه صلح‌جویانه و گاه با جنگ و خون‌ریزی سرزمین‌های تازه را به چنگ می‌آوردند.
زبان گروهی از آریایی‌ها را که بعداً سراسر شبه قاره هند را درنوردیدند، به اعتبار زبان مشترک شان، هندوآریایی می‌نامند. این‌ها در حدود ۲۰۰۰ پ. م از میهن اصلی خود کوچیدند و سپس از ایران شرقی به شمال افغانستان راه یافته، پس از آن با گذر از کوه‌های هندوکش میان ۱۷۰۰ تا ۱۳۰۰ پ. م به منطقه پنجاب وارد شدند و اقوام بومی را شکست دادند و کم‌کم به سمت جنوب پیش‌رفتند. از لوح‌های یافت شده به خط میخی در آسیای صغیر بر می‌آید که کمابیش در همین زمان، یعنی در حدود سده ۱۷ پ. م، گروه‌های کمابیش کوچکی از جنگاوران و چابک‌سواران آریایی (هندوآریایی متقدم) پیش از دیگر آریایی‌ها از ایران گذشته و از طریق کوه‌های صعب العبور زاگرس به آسیای غربی راه یافته بودند. این آریایی‌ها را بدین سبب پیش هندوآریایی می‌نامند که پیش از مهاجرت هندوآریایی‌ها به هند، از ایشان جدا شده بودند، اما به سوی هند نرفته بودند. این‌ها از نظر زبانی به همان گروه از قبایل آریایی تعلق داشتند. این جنگاوران و چابک‌سواران به زودی رهبری سیاسی و نظامی اقوام غیرآریایی هوری و کاسی را در آسیای غربی به دست گرفتند.
از اسناد ورود و حضورِ آریایی‌ها می‌توان به موردی هیتی که در بغازکوی در آسیای صغیر یافت شده و نیز در نامه‌های العمارنَه از مصر علیا اشاره کرد که برخی نام‌های خاص آریایی از جمله «اَرتَتَمه» و «اَرتَمَنیه»، «اَرتَشوورَه» و «شووَرداتَه» در آنان دیده می‌شوند. در باغاز کوی کتابی در بارهٔ سوارکاری هم یافت شده که شخصی کیکولی نام از دولت میتانی گرد آورده‌است. در این کتاب، اصطلاحات مسابقهٔ اسب دوانی و اعداد، همه صورت پیش‌هندوآریایی دارند.
سند مهم دیگر، پیمان نامه کورتیوَزه، پادشاه میتانی و شوپیلو لیومه، پادشاه هیتی است، که در همان‌جا یافت شده‌است. در این پیمان‌نامه، کورتیوزه به میتره-ورونه، ایندره و خدایان توامان ناستیه، سوگند یاد می‌کنند. نام این خدایان هم بیان‌گر پیش هندوآریایی بودن زبان این اسناد است. پیش هندوآریایی‌های میتانی، چون در منطقه جمعیت کم‌تری داشتند و فقط در میان طبقات حاکم حضور داشتند، با سقوط دولت میتانی به‌زودی در اقوام بومی مستحیل شدند و تأثیر عمیق فرهنگی و زبانی درازمدتی در آسیای صغیر بر جای نگذاشتند.
پس از پیش‌هندوآریایی‌ها، قبایل ایرانی که هر یک به گویش خاص خود از زبان مشترک فرضی ایرانی باستان سخن می‌گفتند، از میهن اصلی شان در آسیای مرکزی به صورت موج‌های پیاپی به سوی فلات ایران رهسپار شدند. در حدود ۱۱۰۰ پ. م نخستین گروه از اینان به سرزمین‌های شرقی ایران رسیدند که هندوآریایی‌ها و پیش‌هندوآریایی‌ها پیش‌تر از آن گذر کرده بودند. به نظر می‌رسد که نخستین قبایل ایرانی که در پایان هزاره ۲ پ. م به سوی غرب ایران کوچیدند، کسانی بودند که زبان شان به شاخه غربی زبان‌های ایرانی باستان منسوب است، یعنی اجداد مادها، پارسها و سپس پارتها.
پس از ایرانیان متکلم به زبان‌های شاخه غربی ایرانی باستان، یعنی مادها، پارس‌ها و پارت‌ها، ایرانی‌های شرقی زبان، به کوچ آغازیدند. برخی از ایشان در منطقه میان ایالت مرو باستان و ایالت بلخ باستان، رخج و بلوچستان اسکان یافته بودند، اما بیش‌تر قبایل ایرانی شرقی از جمله گروهی از سکاها، (اسکیت‌ها، الان‌ها، ماساگت‌ها)، خوارزمیان و سغدیان در منطقه جنوب شرقی اروپا و آسیای مرکزی باقی ماندند، برخی از بازماندگان شان مانند اوستی‌ها در قفقاز و یغناییها و پامیریها در تاجیکستان هنوز در آسیای مرکزی به زبانهای ایرانی شرقی سخن می‌گویند.
پس از اینکه آریایی‌ها به هندوستان از آسیای میانه مهاجرت کردند، آریایی‌ها خود را در طبقه بالا روحانی (برهمن)و بومیان هند را در طبقه کارگر (شودرا) و نجس ها(دالیت‌ها) قرار دادند، از لحاظ نژادی‌تبار برهمنها به مردم شرق اروپا و آریایی‌های اولیه ولی‌تبار نجس‌ها و شودراها به دراویدی‌های تیره پوست می‌رسد.
در دهه‌های اخیر، شماری از پژوهشگرانِ هندی به مخالفت با ایدهٔ مهاجرت آریایی‌ها و ارتباط آنان با فرهنگ کورگان پرداخته‌اند. آنان فرضیه‌های جایگزینی مانند «فرضیهٔ ارمنی»، «فرضیهٔ آناتولی» و «فرضیهٔ تداوم از دوران پارینه‌سنگی» را ارائه کرده‌اند که هیچ‌یک مورد استقبال عموم متخصصان واقع نشده‌اند.

### شواهد فرضیه مهاجرت

#### سفال خاکستری
این نوع سفال‌ها متمایل به سیاه هستند. ظروف که بیشتر با چرخ کوزه‌گری ساخته شده، جلای خاصی دارند و در ساخت آن‌ها از اسلوب و روش پیشرفته‌ای در کورهها و میزان حرارت بهره جسته‌اند. یانگ در ۱۹۶۳، ۱۹۶۵، ۱۹۶۷ م دربارهٔ سفال خاکستری ایران این نوع سفال را به دو دسته عمده شرقی و غربی تقسیم کرد و احتمال داد که سفال خاکستری جدید عصر آهن I در غرب ایران و دره سلدوز از سفال‌های خاکستری رنگ عصر برنز قدیم تپه حصار و گرگان، شامل تورنگ تپه و شاه تپه منشأ گرفته باشد. به گمان وی این اقتباس می‌تواند نشان دهند حرکت واقعی مردم از شرق به غرب در عرض شمال فلات ایران به سبب از میان رفتن زیستگاه‌های آن‌ها در دشت گرگان و سقوط نمازگاه V در ترکستان باشد. دایسون، حفار تپه حسنلو در ۸۵ کیلومتری جنوب ارومیه، با توجه به ارتباط معماری دور V , IV و پیوستگی این دو سبک معماری با یکدیگر اعلام داشت که میان این سنت و معماری عصر برنز قدیم شمال شرقی-غربی ایران به ویژه تپه حصار ارتباطی وجود ندارد و بدین سان ارتباط شرقی-غربی یعنی شمال شرقی ایران و عصر آهن غرب ایران را مردود دانست.
به هر روی در آغاز هزاره ۲ پ. م، در بین‌النهرین و غرب ایران، فرهنگ سفال منقوش با تغییرات بومی به پیشرفت خود ادامه داد. فرهنگ‌های تپه گودین III، تپه حسنلو VI و دین خوان تپه IV به این دوره در غرب ایران نسبت داده شده‌اند، اما در نیمه دوم هزاره پ. م، احتمالاً نخست به کندی و سپس با شتاب بیشتر، فرهنگ سفال خاکستری و خاکستری متمایل به سیاه سراسر غرب و شمال شرقی ایران را فرا گرفت. باستان شناسان پیدایش یک فرهنگ تازه بزرگ و احتمالاً ورود مردم جدیدی به داخل فلات ایران و ناحیه زاگرس را منتفی ندانسته‌اند. با آنکه محل کشف سفال خاکستری رنگ، کوهستان‌ها دانسته شده و تا به حال نیز از گورستانهای قیطریه، پشند و چندار در اطراف تهران و نیز اخیراً در پیشوای ورامین این آثار یافت شده‌است. با کاوش‌های تازه و منطقه پشاپویه، در محل احداث فرودگاه بین‌المللی جنوب تهران، سفالینه‌های خاکستری در کنار آثار معماری همان دوره به دست آمده‌است. از این رو با این حفاری‌های جدید، آرای برخی از باستان شناسان که مردم دارای فرهنگ سفال خاکستری را از مردم کوچ‌نشین و دامدار و ظاهراً بدون آشنایی به معماری قلمداد می‌کرده‌اند، مورد تردید قرار گرفته‌است.
در تپه حصار دامغان (هزاره ۳پ. م) سنت سفالگری بدون هیچ تغییری ادامه داشت. اما در زیستگاه‌های جدید از مقدار ظروف گلی سابق کاسته شده و جای آن را ظروف سیاه رنگ یا خاکستری رنگ متمایل به سیاه گرفت. در تهاجم به سیلک الف در پایان عهد سوم نیز که باعث متروک شدن آن گردید، سفال منقوش منسوخ و سفال قرمز و خاکستری جایگزین آن شد. به گفته حفار سیلک، این فرهنگ بر سیلک تحمیل شده و با توجه به شباهتی که این ظروف با ظروف پیداشده در شوش مربوط به اواخر قرن ۴ پ. م دارد، شناخت این اقلام را با کندوکاو در آثار به دست آمده از تپه سیلک ب میسر می‌داند.

## فرهنگ و مناسبات اجتماعیِ آریایی‌های آغازین

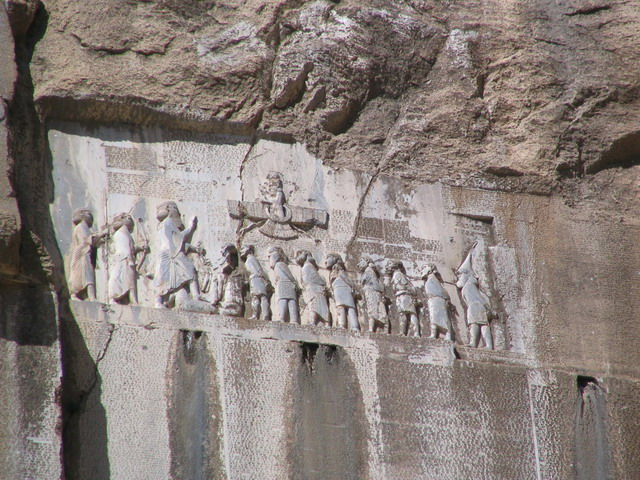
کتیبه بیستون، ساخته‌شده به فرمان داریوش بزرگ

### جامعه و اقتصاد
فرهنگ آریایی‌ها در زمانی که ایشان به سرزمین‌های ایران و هند رسیدند، مانند دوره زندگی مشترک اقوام هندواروپایی، هنوز در مرحله شبانی-روستایی بود. بررسی واژگان این زبان‌ها برخی اطلاعات را در بارهٔ زندگی آنان فراهم می‌آورد. اینان دامدارانی بودند که با کشاورزی هم آشنایی داشتند و غلاتی چون جو و گندم می‌کاشتند و از آن‌ها آرد تهیه می‌کردند. آنان برای شخم زدن گاوها را به یوغ (اوستایی: یَوگ، (به هم بستن)، سنسکریت: یوگا) می‌بستند.
اقوام هند و اروپایی از حدود هزاره ۳ پ. م فلزات، نقره، مس و طلا را می‌شناختند. گاری دو چرخ دست‌کم از اوایل هزاره ۳ پ. م در فرهنگ کورگان شناخته شده بود، اما دلیلی در دست نیست که از اسب برای کشیدن آن‌ها استفاده می‌شده‌است. ظاهراً گاو برای این کار استفاده می‌کرده‌اند. بهره بردن از گردونه جنگی که پیش تر در میان‌رودان به کار گرفته می‌شد، در ایران آغاز شد. اسب و گردونه جنگی برای جنگجویان بود. جز اسب، سگ، گاو، خوک، گوسفند و بز نیز اهلی شده بودند، اما در جامعه آریایی هم مانند دیگر جوامع هندواروپایی گاو از ارزشمندتر بود. نظم اقتصادی جامعه آریایی بر اقتصاد شبانی، یعنی تملک دام، به‌ویژه گاو استوار بود و شواهد زبانی نیز حاکی از اهمیت دام‌پروری در دوره هندواروپایی است.
برای آریایی‌ها گاو معیار ثروت و اساس مناسبات دادوستد بود. چون گاو تأمین کنند غذا، شیر و فراورده‌های شیر برای نوشیدن بود. از پوست گاو، لباس و روانداز و بندهای چرمی، از استخوان آن ابزار و از سرگین آن سوخت تهیه می‌شد. افزون بر این‌ها، ادرار گاو به عنوان ماده‌ای پلشت‌زدا به کار می‌رفت. جامعه آریایی هنوز با اقتصاد پولی آشنا نبود و در ریگ ودا و اوستا هیچ اشاره‌ای به مناسبت دادوستد پولی دیده نمی‌شود.
سن بلوغ در میان آریایی‌ها ۱۵ سال بود. در این سن همه افراد بالغ با بستن کمربندی به جرگه بالغان درمی‌آمدند. در این جامعه مانند جامعه هندواروپایی کوچک‌ترین واحد اجتماعی خانواده بزرگ پدرسالار بود، که افراد چندین نسل را که ارتباط خونی از طریق پدر، آنان را به هم می‌پیوست، در زیر یک سقف گرد می‌آوردند. خانه‌سالار این خانوار را اداره می‌کرد. چندین خانوار بزرگ خویشاوند که در یک ای گرد هم می‌آمدند، تیره را شکل می‌دادند. جامعه آریایی به ۳ طبقه تقسیم می‌شد. این نظام که میراث نظام طبقه‌بندی اجتماعی هندواروپایی بود، روحانیون، جنگجویان و مردمان عادی را از هم جدا و آنان را در سلسله مراتبی با همین ترتیب طبقه‌بندی می‌کرد. روحانیون در راس این نظام قرار داشتند و پادشاهان، که ظاهراً از طبقه جنگجویان برگزیده می‌شدند، از جنگجویان و مردمان عادی برتر بودند. مقام آنان موروثی بود. آموزش برای کسب مقام روحانیت در ۵ تا ۷ سالگی آغاز می‌شد. در دوره هندوایرانی روحانیان براهمَنه، در گاهان زَوتَر و در اوستای نو آثرَوَن یا آثورَوَن خوانده شده‌است. روحانیان آریایی به محل معین یا خدمت خدای خاصی وابسته نبودند و مراسم پرستش و قربانی را صرف نظر از مقام و رتبه و نقش هر یک از خدایان، بنابر ضرورت برای هر کدام از خدایان که لازم می‌شد، به جا می‌آوردند.
مهم‌ترین گروه روحانیون آریایی زودتر نامیده می‌شدند. کار آن‌ها نثار فدیه‌های مایع (که در سنت ایرانی متاخر زوهر یا زَور نامیده می‌شود) به آب و آتش بود. گروهی دیگر آتهَروَن نامیده می‌شدند. برخی بر این باور اند، که نام این گروه با کلمه «آتش» مربوط است و کار آنان رسیدگی به آتش آیینی بوده‌است. دو گروه دیگر از روحانیون آریایی، یعنی کَوی و اوسیگ وظایفی داشتند، که مشخص نیست. گروه نخست گویا شاعر، جادوگر و حافظان رازهای جاودانگی بودند. در هند کوی‌ها شاعر و پیشگو بودند. در ایران شرقی کوی‌ها، در دوره پیش از زردشت و در عهد خرد او، در قدرت دنیوی به سهمی بزرگ دست یافته بودند و پادشاه‌ها یا سالارها تیره‌ها به‌شمار می‌رفتند. در عهد زردشت با وی سخت دشمنی می‌ورزیدند. در ایران غربی نشانی از کوی‌ها دیده نمی‌شود. در یشت‌ها از ۸ تن کوی نام برده شده‌است؛ که بی‌گمان فرمان‌روایان محلی سلسله واقعی هستند. دانسته‌ها مان در بارهٔ اوسیگ‌ها از این هم کم‌تر است. لینکلن بر آن است که وظیفه خاص این‌ها یاری رساندن به جنگجویان در به دست آوردن غنایم بیش‌تر، به ویژه گاو، به صورت شبیخون زدن به همسایگانشان بود. کمابیش در بیش‌تر مواردی که در ریگ ودا از اوسیکها نام برده شده‌است، موضوع همراهی آن‌ها با جنگجویانی است که در طلب غنیمت به جنگ می‌شتافتند؛ و این غنیمت، تقریباً همیشه به معنی گاو بوده‌است تا بدان جا که در سنسکریت کلمه gavist (طلب گاو) به معنای جنگ به کار می‌رود. این یاری رساندن به شکل اجرای آیین‌های خشونت بار همراه با نوشیدن نوشابه سکرآور هَومَه (هوم) و قربانی‌های خونین و تهییج جنگجو برای جنگ بود. این حالت، اَیشمَه (خشم) نامیده می‌شد. شاید علت آنکه زرتشت از کَوی‌ها به بدی یاد می‌کند، همین همراهی آنان با جنگجویان تشنه جنگ باشد زیرا در اوستا فقط یک بار در یسنا (۲۰:۴۴) از آنان نام برده شده‌است و گفته می‌شود گَرَپَن و اوسیک گاو را به دست خشم می‌سپارند. خشم نیز همان صورت شخصیت یافته حس کشتار خواهی جنگجویان بود.
دومین گروه در جامعه آریایی جنگجویان بودند. در میان این‌ها گروه‌هایی از جنگجوهای جوان به نام مَریَه، لفظاً به معنی «مردان جوان» سازمان یافته بود. فعالیت‌های آنان چندان روشن نیست، اما ظاهراً پذیرفته شدن در این گروه‌ها برای داوطلبان جوان مستلزم مراسم رازآموزی و تشرف بوده‌است. در این مراسم آنان با هیولایی دروغین روبرو می‌شدند. این جنگجویان می‌کوشیدند با خوردن گوشت توان مبارزه پیدا کنند و با نوشیدن هوم به حالت خشم برسند. در این حالت تهییج خود را تجسم گرگ، یعنی جانوری می‌پنداشتند که بیش از هر عاملی برای گله‌های دام در استپ‌ها خطر به همراه دارد و حتی نام وِرکه (گرگ) را بر خود می‌گذاشتند. پنداشته می‌شد که این گرگ‌ها برای جامعه خودی زیان بار نیستند، بلکه فقط به جوامع بیگانه آزار می‌رسانند. حملات آن‌ها جنبه آیینی و مقدس داشت؛ زیرا برای موفقیت بایستی مراسم آیینی خاص اجرا می‌شد که همان گونه که پیش تر گفته شد بر عهده اوسیگ‌ها بود. در این مراسم هوم نثار می‌شد؛ و نوع خاصی از مراسم قربانی، که ظاهراً با خشونت فراوان همراه بود، برگزار می‌شد و سرودهایی در ستایش خدای جنگ برخوانده می‌شد. گروه سوم اجتماعی، یعنی مردمان عادی نگهداری از دام‌ها و شبانی و رسیدگی به چراگاه‌ها و کشت و کار و صنعتگری را بر عهده داشتند. این‌ها هم از نظر موقعیت اجتماعی و هم از نظر رفاه مادی نسبت به دو گروه دیگر در سطح پایین‌تری قرار داشتند. بعدها گروه چهارمی به نام هوئیتی که ظاهراً پیشه وران را در بر می‌گرفت، به این ۳ گروه اضافه شد، اما در دوره آریایی پیشه وران هم از طبقه سوم محسوب می‌شدند. در عهد ودای گروه چهارم اجتماعی که به ۳ گروه قبلی اضافه شد، یعنی شودره تنها در برگیرنده بومیان غیر هندو آریایی بود که از همه حقوق محروم بودند.

### جهان‌بینی و دین آریایی‌های باستان
بخش‌های کهن تر اوستا چون گات‌های زرتشت و هفت هات کهن نمی‌توانند به دوره‌ای متأخرتر از ابتدای هزاره ۱ پ. م متعلق باشند و زمان گردآوری سرودهای ودایی میان ۱۳۰۰تا۸۰۰ پ. م است.
در برخی از موارد کاربرد کلمات و عبارات در اوستا و وداها چنان است که ثابت می‌کند این نوع کاربرد از دوره آریایی به میراث مانده‌است.
برای آریایی‌ها رته (اَشه) به عنوان نظم جهانی و راستی و حقیقت و نیز عامل حفظ این نظم یکی از مفاهیم مهم دینی به‌شمار می‌رفت. تضاد و مخالفت میان رته و دروغ در این جهان بینی نقش اساسی ایفا می‌کرد.
اقوام هندواروپایی در دوره زندگی مشترک خود بیشتر خدایان طبیعت را می‌پرستیدند. هرودوت خدای آسمان را نزد پارسیان زئوس می‌نامد. برخی از محققان از جمله نیبرگ، بر آن هستند که هرودوت این نام را بر اهورامزدا نهاده‌است. به نظر می‌رسد که در اینجا منظور هرودوت، که به احتمال بسیار نه دین رسمی هخامنشیان بلکه مذهب توده مردم را بیان می‌کند، همان خدای «آسمان-پدر» است و به سبب نام او که با نام زئوس، آسمان-پدر یونانی شباهت دارد، آن دو را یکی دانسته‌است. از سوی دیگر، به گفته هرودوت، سکاها خدای آسمان را پاپایوس، به معنی پدر می‌نامیدند و او را همسر آپیا یا زمین می‌دانستند. پاپایوس سکایان نیز بی تردید بازمانده از «آسمان-پدر» دوره هند-اروپایی است که در ریگ ودا دیائوس نامیده می‌شود. وی در آنجا با عنوان دیائوس-پیتر (آسمان-پدر) همراه با پِرتَهیوی ماتر (زمین-مادر) برشمرده می‌شود. شخصیت این خدا در ریگ ودا بسیار رنگ باخته‌است و در نهایت خدایان متاخر و در راس آن‌ها ایندرا، خدای جنگ، او و دیگر خدایان اَسوره را از قدرت خلع می‌کنند. در اوستا از این خدای کهن «آسمان-پدر» اثری نیست، اما در یک مورد در یشت‌ها کلمه dyaoš، به معنی «آسمان» به کار رفته‌است، که می‌تواند نشانه‌ای از وجود چنین خدایی در زمان‌های بسیار دور در ایران باستان باشد.
از مقایسه‌ها چنین بر می‌آید که این خدا به یک خدای عاطل استحاله یافته، و به‌تدریج در مجمع خدایان آریایی در وداها و دین ایران باستان از منزلت پیشین افتاده‌است، اما فراموش نمی‌شود. در اوستا هنوز آسمان به عنوان یکی از وجوه طبیعت با نام اَسمَن، همراه با زمین، باد و دیگر خدایان پرستش می‌شد. بجز آسمان، آریایی‌های باستان زمین، آب، آتش، خورشید و ماه را می‌پرستیدند. در وداها خدایی مستقل به نام ماه وجود ندارد، اما از اتهروه ودا به بعد، چاندرا (چَندَره) به عنوان ماه پرستش می‌شد. آریایی‌ها دو خدای باد را نیز می‌پرستیدند. یکی به نام واته، و دیگری وَیو. ویو خدایی بود با شخصیتی سخت دوگانه که در وداها گاه همراه با ایندرا حامی طبقهٔ جنگجویان شمرده می‌شود. وی در جهان میانی، یعنی میان آسمان و زمین جای داشت و در ایران بعداً به دنبال تعمیم نظام ثنوی شخصیت وی به دو نیمه نیک و پلید تقسیم شد. هرودوت نیز در بیان مذهب پارسیان از همین خدایان نام می‌برد و می‌گوید که پارسیان برای آنان قربانی می‌کرده‌اند.
سومه، آتش و آب از مهم‌ترین خدایان آریایی‌ها به‌شمار می‌رفتند. اما بی تردید مهم‌ترین خدایان آریایی‌ها - که اهمیت آن‌ها در مجمع خدایان آریایی برتر از خدایان طبیعت و خدایان آیینی بود - غالباً تجسم اندیشه‌های انتزاعی الوهیت و تشخص یافته بودند که نسل جوان‌تری در میان خدایان محسوب می‌شوند. میترا (اوستایی: میثره، یعنی پیمان) که نامش در ردیف اول خدایان در پیمان نامه کورتیوزه، پادشاه میتانی و شوپیلو لیومه، پادشاه هیتی در نیمه هزاره قرن ۲ پ.م. یا وَرونه آمده‌است. ایزد پیمان و تشخص همان مفهومی است که نامش بیان می‌کند. در این پیمان نامه و نیز در وداها نام میتره در ترکیب دوگانه‌ای با ورونه ذکر می‌شود. ترکیب دوگانه میثره-اهوره در یشت‌ها و میثه۰بگه در سنگ نبشته‌های هخامنشی نیز می‌تواند بازتاب این همبستگی کهن باشد. ورونه، یار میثره نیز بی‌گمان تشخص اندیشه‌ای انتزاعی، شاید سخن راست بوده‌است. این نام باید در ایرانی باستان به صورت ورونه منعکس می‌شد، اما در سنت ایرانی از آن هیچ اثری نمانده‌است. بسیاری از جمله زنر بر آنند که ورونه یا خدایی با همین کارکرد، اما شاید با نامی دیگر، یا حتی زوج «میتره-ورونه» نمونه اصلی و نخستین اهوره مزدا، خدای بزرگ دین زرتشتی بوده‌است. جالب توجه است که آب‌ها در وداها همسران ورونه یا ورونانی و در یسن ۳۸:۳ و دیگر جاه‌ها اهورانی نامیده شده‌اند. این خود می‌تواند مبین ارتباط میان اهوره مزدا و ورونه باشد.
اَریَمَن از همکاران نزدیک میتره و ورونه آریایی و در هند از جمله آدیتیه‌ها بود. در اوستا او از خدایان محبوب به‌شمار می‌رود و حتی در نماز معروف گاهی اَیریِما ایشیو در یسن از وی یاد شده‌است. او نگهبان بستگی‌های قبایل آریایی با هم به‌شمار می‌رفت. خدایی با نام بهگه در وداها از جمله آدیتیه‌ها به‌شمار می‌رود. در وجود خدایی با این نام در سنت ایرانی تردید است. هنینگ بر اساس تعبیری از یک اصطلاح سغدی به وجود خدایی به نام بَگه در ایران نیز قائل شده‌است. کسانی چون دوشن گیمن از وی پیروی می‌کنند، اما این نظریه به ویژه از سوی دیتز به شدت رد شده‌است. به هر روی، بَگه در اوستا و کتیبه‌های فارسی باستان همیشه به معنای عام «خدا» و گاه شاید برای نامیدن خدای برتر به کار رفته‌است. نیز دربارهٔ ایزد جنگ و پیروزی نزد آریایی‌ها توافق وجود ندارد. ایزد جنگ و پیروزی در ایران وِرِثرَغَنه (بهرام) نام دارد و از همکاران نزدیک میترا (مهر) به‌شمار می‌رود میثره خود بسیاری از خصوصیات خدای جنگ را داراست، اما این نقش برای او کاملاً ثانوی بوده‌است و از خصوصیات اصیل و کهن وی نیست. از این رو، او خود نمی‌تواند خدای جنگ و پیروزی بوده باشد.
در هند خدای بلامنازع جنگ ایندرا اژدهاکش است که همتای او ایندره در اوستا از دیوهای مهم و رقیب متخاصم اشه محسوب می‌شود. بنونیست و رنو در تحقیقی در ایباره، به این نتیجه رسیدند که ایزد پیروزی آریایی ورثرغنه نام داشته‌است. این دو بر آنند که در ایران وضعیت اصلی آریایی این خدا حفظ شد، اما در هند این خدا و پهلوانی به نام ایندره در هم آمیخته و در نتیجه ایندره با جذب خصوصیات وی به خدای جنگ تبدیل شد. کسانی چون بویس و تیمه مدافع این نظریه‌اند. اگرچه اعتقاد به عکس آن، یعنی وجود ایزد جنگی به نام ایندره در دوره آریایی نیز از سوی کسانی چون دوشن گیمن، لینکلن و موله در برابر این نظریه پذیره شده‌است.
با توجه به آنکه در نزد آریایی‌ها میتانی نیز ایندره در کنار ورونه، میتره و ناستیه‌ها ذکر می‌شود و بر اساس تعبیر دومزیل در آنجا خدای جنگجویان است، نظر اخیر جذابیت بیشتری دارد و می‌توان پذیرفت که ایزد جنگ آریایی‌ها، یعنی ایندره، مهم‌ترین و فعال‌ترین خدای ریگ‌ودا بوده‌است و در ایران با تنزل وی به مرتبه دیوی، یکی از صفات وی، یعنی مقاومت‌شکنی به مرتبه الوهیت رسیده‌است. از دیگر ایزدان مشترک دوره آریایی می‌توان اَپام نپات، خدای آب را نام برد. برخی او را نوعی آتش نهفته در آب‌ها و شاید تجلی آذرخش در ابر باران‌زا دانسته‌اند.
به جز این‌ها می‌توان از ایزدی یاد کرد که «پیام بشری» یا «دارای کلام مردانه» نامیده می‌شود. این ایزد که در اوستا نَیریوسَنگهه نام دارد، بی تردید همتای نرام شمشه در وداهاست که هم لقب آگنی و هم از خدایان مستقل بود و دودی را که از آتش و فدیه‌های نثار شده گوشت و چربی حیوان قربانی شده یا چوب‌های خوشبو، به سوی آسمان روان می‌شد، پیام‌رسان آدمیان به پیشگاه خدایان می‌پنداشتند.
ایزد بانوی آب‌ها که در اوستا اَرِدوی سورا اَناهیتا نام دارد و احتمالاً نامش عنوان رودی به اسم هَرَهوَتی بوده‌است، معادل رود-ایزد بانوی هندی سَرَسوَتی است. اَرَمتی، ایزد بانوی محشور با زمین و ایزد بانوی فراوانی و نعمت که در اوستا پَرِندی و در وداها پورَمدهی نامیده می‌شود، از ایزد بانوان مهم آریایی بودند.
سَروه (اوستایی:saurva از دیوان؛ سنسکریت شروه śarva نام دیگر رودره، الگوی اصلی خدای وحشت آفرین شیوه/شیوا در دوره‌های بعد) بازمانده الهه مرگ kolvo در دوره هندواروپایی به‌شمار می‌رفت.
آریایی‌ها به وجود خدایی آفریننده به نام ثوَرشتَر (در اوستایی غیر گاهانی Øwōrəštar، سنسکریت tvașțŗ) که نقش وی معادل گِوش تَشَن است، معتقد بودند. چنان‌که دو مزیل در آثار متعدد خود نشان داده‌است که ساختار مجمع خدایان هند و اروپایی، و نیز آریایی، بازتاب اوضاع و احوال و ساختار اجتماعی همان جوامع بوده‌است. از این رو، خدایان هم مانند افراد جامعه به ۳ گروه تقسیم می‌شدند: گروه نخست خدایان دینیار و شهریار، گروه دوم خدایان رزم‌یار و جنگجو و شهریار، گروه سوم خدایان باروری و رفاه مادی و تندرستی را در بر می‌گرفت. میتره و ورونه و نیز همکاران آنان خدایان طبقه نخستین بودند. میتره خدای عدالت و حکمت، و ورونه خدای قدرت و حکومت بود. ایندره و همکارانش خدایان طبقه جنگجو و دوناستیه - که در وداها اَشوین نیز نامیده می‌شوند - خدایان طبقه سوم محسوب می‌شدند. این تقسیم‌بندی با اختصاص نمادین رنگ‌ها (سفید به طبقه نخست، یعنی روحانیون، سرخ به جنگجویان، و آبی یا کبود به طبقه سوم یا مردمان عادی) بیان می‌شد. تعمیم این تقسیم‌بندی تا بدانجا بود که حتی برای درمان ۳ پزشکی داشتند: روحانیون به طریق معنوی چون دعا و مراسم آیینی، افراد طبقه جنگجو با جراحی و کشاورزان و شبانان با داروهای گیاهی خود را مداوا می‌کردند.
از دوره‌ای نامعلوم خدایان آریایی به دو گروه اَسوره (اوستایی اَهوره = سرور، فرمانروا) و دَیوه (=درخشنده) تقسیم شده بودند. اسوره‌ها خدایان فرمانروای جهان زیرین و آسمان شب بودند. این خدایان دارای نیرویی جادویی و اسرارآمیز به نام مایا (قس: اوستایی:hūmāyā = دارای مایای نیک، از القاب اهوره مزدا) بودند و قدرت خود را از طریق آن بر هستی اعمال می‌کردند. پاسداری از رته و امور اخلاقی چون پیمانها، سوگند، راستی و نظم در حیطه وظایف آنان بود. میتره و ورونه و همکارانشان در راس این گروه قرار داشتند. در ریگ ودا عنوان اسوره تقریباً بر تمام خدایان، حتی ایندره، سردسته دِوه‌ها که در اصل پسر قدرتمندترین دیوه‌ها بود، دیائوس، اَریَمَن و دیگر همکاران میتره و ورونه گفته می‌شود. اما از کتاب دهم ریگ ودا به بعد، این کلمه معنایی منفی می‌یابد و کم‌کم عنوان خاص دیوان و عناصر پلیدی می‌شود. البته این تغییر فقط به معنای کلمه منحصر بود و اسوره‌های کهن چون میتره، ورونه، اریمن و دیائوس کمابیش چون خدایان پرستش می‌شدند.
در ایران اهوره نام خدای بزرگ دین زرتشتی، یعنی اهوره دانا یا اهوره مزدا، و همچنین لقب میثره و اپام نپات است. نیز آناهیتا پیرو قانون اهورایی نامیده شده و ورثرغنه و ایزد زمین، اهوره آفریده لقب دارند. زرتشت در گاهان در چندین مورد از اهوره به صورت جمع یاد می‌کند. دیوه‌ها خدایان طبقه جنگجویان مردمان عادی و خدایان آسمان و روز بودند و آیین‌های افراط‌آمیز و خشونت بار و قربانی‌های خونین برای آنان بیشتر در میان جنگجویان، و شاید مردمان عادی گسترش داشته‌است. دیوه‌ها به امور اخلاقی توجهی نداشتند و بیشتر به جنگ و جنگ آوری علاقه نشان می‌دادند. ایندره که در رأس دیوها قرار داشت، در ریگ ودا حتی به عنوان مخل رته ظاهر می‌شود. در وداها دِوه به معنی کلی «خدا» به کار رفته‌است، اما اغلب صفت ایندره و همکاران رزمجوی اوست. روشن است که زمانی در ایران هم دیو به معنای عام «خدا» بوده‌است.
در گاهان عبارت daēvāiščā mašyāišĉā به مفهوم کهن «با خدایان و مردمان» بکار رفته‌است. اما در نتیجه اصلاحات زرتشت یا شایدی حتی تأکید او بر گرایشی که از قدیم در این جهت داشت، این کلمه برابر اهوره معنایی منفی پیدا کرد و در نهایت برای نامیدن دیوان به کار رفت. در وداها این دو گروه خدایان با هم همزیستی داشتند و از هر دو گروه موازات هم طلب حاجت می‌شد، ولی این همزیستی به هیچ وجه مسالمت‌آمیز نبود.
آریایی‌ها بت و شمایل نمی‌پرستیدند و به اقتضای شیوه زندگی اسکان نیافته، برای خدایان خود پرستشگاه نمی‌ساختند. صفه‌ای که مراسم آیینی بر آن برپا می‌شد، سطح صاف شده پاک و تقدیس یافته در فضای آزاد بود. تقدیم قربانی به خدایان و نثار فدیه به آب و آتش مهم‌ترین مشغله‌های دینی آریایی‌ها بوده‌است. آنان بر آن بودند که اجرای صحیح مراسم قربانی برای تمامی جامعه سلامت و رفاه به همراه می‌آورد. تنها روحانیون می‌توانستند این مراسم را انجام دهند و شاهان و جنگجویان برای تقدیم قربانی‌های خود باید روحانیان را به خدمت می‌گرفتند. در ازای این کار باید پاداشی به روحانیون می‌پرداختند. آریایی‌ها فقط حیوانات اهلی، یعنی گاو و اسب و بز و گوسفند را مناسب قربانی کردن می‌دانستند. از این میان، اسب از همه مهم‌تر بود و در مراسم به تخت نشستن پادشاهان قربانی می‌شد. گاو مهم‌ترین حیوانی قربانی برای موارد معمولی بود؛ ولی گاه بز و گوسفند را که ارزش کمتری داشتند، جایگزین آن می‌کردند. قربانی انسان هم در میان آریایی‌ها مانند بقیه اقوام هندوآریایی مرسوم بود. در هند قربانی انسان را پوروشَه مِدهه می‌نامیدند. در ایران باستان هم مواردی از قربانی انسان گزارش شده‌است. از جمله بر اساس روایت ضعیفی که هرودوت نقل می‌کند، آمستریس، همسر خشایارشا در پیری به عنوان سپاسگزاری برای خدایی که در زیرزمین جای دارد، ۱۴ پسر بچه از خاندان‌های اشرافی را زنده به گور کرد. نیز به گزارش هرودوت، وقتی سپاه خشایارشا در هنگام لشکرکشی به یونان به استرومُن رسید، در محلی که نامش به معنای «نه راه» است، ۹ پسر و ۹ دختر بچه که در آنجا زاده شده بودند را به خاک سپردند. این گزارش هرودوت که می‌گوید زنده به گور کردن، رسم پارسیان است، جای تردید دارد. با این همه، شاید قربانی کردن انسان برای خدای جنگ و دیگر خدایان در میان سکاها معمول بوده‌است. با رواج دین زرتشتی در ایران و اعتقاد به آزار نرساندن به موجودات زنده (اَهیمسه) در دوره‌های بعد ودایی این آیین منسوخ شد.
در هنگام قربانی کردن حیوانات، زیر پای آن‌ها و در اطراف محوطهٔ برگزاری آیین، سبزه‌های تازه می‌گستردند (اوستایی:harəsman سنسکریت:bahris) و روحانی حاضر در مراسم دسته‌ای از این سبزه‌ها را که ظاهراً نماد جهان گیاهی بود، در دست می‌گرفت. پس از قربانی کردن حیوان و گاه پختن گوشت، آن را تکه‌تکه کرده، روی سبزه‌ها می‌چیدند. این مراسم که با دعا و ستایش خدایان همراه بود و یَنگه (اوستایی:yasna، سنسکریت:yajna) نامیده می‌شد. بعدها، هم در ایران و هم در هند این کلمه که در اصل فقط به معنای مراسم قربانی بود، معنای پرستش نیز پیدا کرد.
سومه در مراسم آیینی آریایی‌ها نقش مهمی داشت. امروزه زرتشتیان آن را هوم می‌نامند و جای گیاهی که در آن دوره برای تهیه نوشیدنی سومه به کار می‌رفت و عصاره آن قطعاً خواص سکرآور یا خلسه آفرین داشت، گیاه اِفِدرا را به کار می‌برند. ظاهراً گیاه اصلی پس از مهاجرت از مسکن نخستین آریایی‌ها، دیگر در دسترس آن‌ها نبود و ناچار شدند تا گیاهان دیگری جایگزین آن کنند. این گیاه هم قربانی بود و هم خدایی که نیایش می‌شد و قسمتی از حیوان قربانی شده در یَگنه را به او تقدیم می‌کردند.
پنداشته می‌شد که سرمه درمانگر، توان افزا، دورکننده خشکسالی و نگهبان گله‌ها است. آن را در هاونی می‌سابند و پس از مخلوط کردن با چیزهای دیگر (آب، شیر)، هم روحانیون و هم حاضران در مراسم از آن می‌نوشند.
در دوره آریایی نخستین، انسان‌ها منو و نِمه بوده‌اند. منو که در هندواروپایی به معنی «مرد، انسان» است در سنت ایرانی به چند فرد مختلف تبدیل شده و نقش نخستین وی مبهم است. در اوستا از فردی به نام مَنوش چیثره (از نژاد منو) نام برده شده که پسر اَیریاوه است. اما در بندهش موبدان پارس از نسل منوچهر شمرده شده‌اند. در هند منو پسر ویوَسوَنت و برادر نِمه است. بر اساس ریگ ودا، او نخستین کسی است که قربانی بر پا می‌دارد، بعید نیست که آریایی‌ها و حتی هندواروپایی‌ها وی را یکی از نمونه‌های نخستین انسان و پیش نمونه روحانیون می‌دانسته‌اند.
انسان نخستین دیگر، نِمه (اوستایی: ییمه «جمشید») نیز پسر ویوَسوَنت است. تغییرات بعدی در دو سنت ایرانی و هندی دو شخصیت متفاوت از وی ساخته‌است. در ایران او نخستین شاه و فرمانروای دوران طلایی بی مرگی است که با ارتکاب گناهی نامعلوم مقام خود را از دست می‌دهد. اما در هند، یَمه نخستین کس از آدمیان است که دستخوش مرگ شد و از این رو، شاه مردگان گشت. نام او به معنی توأمان و هم شکم است و در هر دو سنت ایرانی و هندی از خواهر توأمان وی یَمی (پهلوی: جَمیگ) نام برده شده‌است. لینکلن بر این عقیده است که یَمه، نخستین شاه و پیش نمونه شاهان به دست برادرش، مَنو پیش نمونه روحانیون قربانی شد و از این قربانی جهان‌زاده شد. او این اسطوره را متعلق به هندواروپایی می‌داند. وی همچنین یکی دیگر از پیش نمونه‌های نخستین انسان را تَریته می‌داند که از قهرمانان پرآوازه عهد آریایی بود. نام وی لفظاً به معنی «سومین» است. او در هند قهرمانی است اژدهاکش و کسی است که سومه مقدس را می‌فشارد و می‌نوشد. در ایران این شخصیت در دو تن متجلی شده‌است. یکی ثَرینه (اثرط در متون بعدی) که شفابخش و آماده سازنده هوم مقدس است. لینکلن وی را نیز قهرمانی از دوره هندواروپایی می‌داند.
در دوره آریایی امر قضا به وسیله آزمون‌های بس دشواری صورت می‌گرفت که می‌پنداشتند، نتیجه آن‌ها می‌تواند بی گناهی یا گناهکاری فردی را اثبات کند. جان سالم به در بردن از این آزمون‌ها به معنای صحت ادعای آزمون شونده بود. آتش نقش مهمی در این مراسم ایفا می‌کرد. برای شناختن پیمان شکنان آزمون آتش، مثل دویدن از میان دو توده عظیم آتش، یا ریختن فلز گداخته بر سینه آزمون شونده و مانند آن صورت می‌گرفت. برای اثبات سوگندها آزمون آب نقش تعیین‌کننده داشت. در این مورد تیری از کمان رها می‌شد و دونده‌ای تیزپا برای گرفتن آن می‌دوید. در طی این مدت فرد آزمون شونده باید زیر آب باقی می‌ماند.

### سنت خاکسپاری
پیش از گسترش فرهنگ سفال خاکستری، مرده‌ها ار در زیر کف محل‌های مسکونی دفن می‌کردند. در سیلک الف، جنازه به صورت جمع شده (جنینی شکل) در کف اتاق و همراه با لوازم آرایش مانند آیینه‌های مسی و جواهرات به خاک سپرده می‌شد. طی هزاره دوم و اول پ. م دگرگونی قابل توجهی در محوطه باستانی ایران رخ داد که به نوبه خود حاکی از حضور قومی جدید به جای قوم کهن است.
این دگرگونی را می‌توان در سیلک ب مشاهده کرد، شکل گورها با توجه به تنوع نژادی اقوام مهاجر و تدریجی بودن مهاجرت متفاوت است. گورها شامل حفره‌ای بیضی شکل بوده که در زمین ایجاد می‌کردند. جدار برخی از آنها، همچون گورهایی که در لرستان کشف شده، از سنگ و در حسنلو از سنگ و خشت بود. مرده بر پهلوی راست یا چپ و گاه به صورت جمع شده (جنینی شکل) دفن می‌شد. به نظر می‌رسد که صورت مرده، به سمت تابش آفتاب برگردانیده شده‌است. محتویات گورها را زینت آلات، اسلحه، سپر، پیکانی که از جنس مفرغ و آهن ساخته می‌شد و ظروفی برای غذای مرده به رنگ‌های مختلف یا یک رنگ (خاکستری - سیاه، قرمز یا خرمایی کم رنگ) تشکیل می‌داد. روی گور را با کنده و شاخه‌های درختان می پوشانیدند و بر روی آن توده‌ای از خاک می‌انباشتند؛ و با الواح سنگی یا گلی پخته و به صورت شیروانی می‌ساختند. نمونه‌هایی از این نوع قبرها را می‌توان در گورستان قیطریه تهران مشاهده کرد. از دیگر انواع گورها می‌توان از نوع «گورگانی» یاد کرد. در این گورها بقایای جسد انسان و اسکلتهای اسب و لوازم مربوط به آن در کنار هم کشف شده‌است.
گورهایی از این قبیل در آسیای میانه و گورستان چنگیزخان و اویگارک، در دلتای سیحون و محوطهٔ باستانی تیان شان مرکزی و پالمیر و در تپه حسنلو یافت شده‌است که به نظر می‌رسد مربوط به سکاها و کیمری‌ها باشد.

## تاریخچهٔ پژوهش‌های آریاشناسانه

### سده‌های ۱۹ و ۲۰ میلادی
اروپاییانِ معاصر برای نخستین بار توسط کتابِ «آریایان» از انکتیل دوپرون در سال ۱۷۷۱ با واژهٔ Arya آشنا شدند. دوپرون در این کتاب به درستی نوشته‌است که این واژه با واژگان «ایران»، واژهٔ یونانی «arioi» (اَریُی) و واژهٔ اوستایی «airya» (اَیریَه) هم‌ریشه است. ویلیام جونز، واژهٔ ā́rya در منوسمرتیِ سانسکریت را «نخبه/نجیب» ترجمه کرد. بنابر همین مسئله که واژهٔ آریا در متون باستانی و حتی لاتینِ اروپایی برای اشاره به ایرانیان به کار رفته بود، پژوهشگران تمایل انداختند که زبان‌های ایرانی، زبان نیاهندوایرانی و مردمان هندوایرانی را با صفت و نامِ «آریایی» یاد کنند.
رفته‌رفته با پژوهش‌های کارل ویلهلم فریدریش شلگل(۱۸۲۹–۱۷۷۲)، کیریستیان لاسن(۱۸۷۶–۱۸۰۰)، آدُلف پیکتت (۱۸۷۵–۱۷۹۹) و ماکس مولر(۱۹۰۰–۱۸۲۳)، واژهٔ آریایی در فضای آکادمیک مترادفِ «هندواروپایی/نیاهندواروپایی» در نظر گرفته شد. باور برای بسیاری بر این افتاده بود که «آریا» واژه‌ای بوده که تمام نیاهندواروپاییان بر خود نهاده بوده‌اند و همچنین واژهٔ ایرلند (Ériu) را با واژهٔ آریا از یک ریشه می‌دانستند. اما امروز می‌دانیم که آنان اشتباه می‌کرده‌اند و شاهدی وجود ندارد که اثبات بکند بیرون از ایران و هند هم از این واژه برای خودتعریفیِ فرهنگی استفاده می‌شده‌است.

### پژوهش‌های معاصر
در پژوهش‌های معاصر، اصطلاحاتِ آریایی و نیاآریایی (Proto-Aryan) همچنان برای اشاره به هندوایرانیان به کار می‌روند اما استفاده از آن برای اشاره به تمام زبان‌های هندواروپایی یک انحراف شناخته می‌شود که باید از آن پرهیخت. همچنین گاهی زبان‌های هندوایرانی (شامل زبان‌های ایرانی، زبان‌های هندوآریایی و زبان‌های نورستانی) را هم «زبان‌های آریایی» می‌نامند. دانشگاهیان در غرب، به دلیلِ جنایت‌هایی که به نامِ «آریایی‌گرایی» انجام شده، چندان روی خوشی به اینکه از این کلمه استفاده شود نشان نمی‌دهند هرچند همچنان زبان‌های هندی را «هندوآریایی» می‌نامند. واژگان «ایرانی» (Iranian) و «ایرانیگ» (Iranic) هم باتوجه به اینکه ریشه‌دار و قدیمی‌اند، برای اشاره به گروهی از زبان‌هایِ فلات ایران (زبان‌های ایرانی) به کار می‌روند.
- «هندوآریایی» به جمعیت‌هایی اطلاق می‌شود که به زبان‌های هندوآریایی صحبت می‌کنند. آن‌ها گروه غالب در شمال هندوستان هستند.[۱۴۳] بزرگ‌ترین گروه‌های زبان‌شناختیِ هندوآریایی، هندی-اردو، بنگالی، پنجابی، مراتی، گجراتی، راجستانی، بوجپوری، مایتیلی، اودیا و سندی هستند. بیش از ۹۰۰ میلیون نفر، گویش‌وَرِ بومیِ یک زبان هندوآریایی هستند.[۱۴۴]
- ایرانی (یا ایرانیگ) برای اشاره به گویش‌وران زبان‌های ایرانی یا مردمی که خود را «ایرانی» می‌دانند، به‌ویژه در ایران بزرگ استفاده می‌شود. گروه‌های قومی-زبانیِ ایرانیگِ امروزی شامل فارس‌ها، پشتون‌ها، کُردها، تاجیک‌ها، بلوچ‌ها، لُرها، پامیری‌ها زازاها و اوستی‌ها هستند. حدود ۱۵۰ تا ۲۰۰ میلیون نفر، گویش‌وَرِ بومیِ یک زبان ایرانیگ هستند.[۱۴۵]

## ژنتیک
در طی یک بررسی ژنتیکی از گورهای آریاییان واردشده به ایران و شمال هند در سال ۲۰۰۴، وجودِ هاپلوگروپ پدری R1a به عنوانِ دلیلِ هم‌تباری آریایی‌ها با روس‌ها و اوکراینی‌ها و اسکاندیناویایی ارائه شده‌است.(هاپلوگروپِ پدری، جهشی ژنی در فام‌تن Y است که از پدر به پسر می‌رسد؛ اقوامی که هاپلوگروپ مشترک دارند یعنی جد پدری مشترک نیز دارند)
آناتولی کلیوسوف، دانشمند روس بر این باور است که تمام اقوامِ دارایِ هاپلوگروپِ R1a از روس‌ها تا فارس‌ها را می‌توان آریایی پنداشت.
بر اساس پژوهش‌های منتشر شده توسط مجلهٔ ژنتیکی nature، شبیه‌ترین اقوام به آریایی‌های اولیه، تاجیک‌ها و یغنابی‌ها (واپسین سغدی‌زبانان) هستند. تبار آنان بیشترین همخوانی را با اسکلت‌های یافت‌شده از تمدن‌های اولیهٔ ایرانیگ‌زبان در ترکمنستان (مرو) دارد.
توزیع و پراکندگی هاپلوگروپ R1a در ایران، مربوط به مهاجرت پارسیان، سکاها، مادها و میتانی‌ها است. این هاپلوگروپ در بعضی اقوامِ تُرک‌تبار مانند باشقیرها و قرقیزها (به دلیل آمیختگی با سکاها) هم یافت می‌شود.
همچنین با توجه به اینکه هاپلوگروپ مردم اروپای شرقی و آریایی‌هایِ واردشده به ایران یکی است، پژوهشگران بر این باورند که در گذشته، جمعیتی از مردمان دارای هاپلوگروپ R1a در حوالی اکراین و روسیه زندگی می‌کرده‌اند که یک شاخه از آنان به شرق رفته و بعدها به ایران و شمال هند مهاجرت کرده (آریایی‌ها) و شاخهٔ بعدی به غرب به نواحی لهستان و روسیه و اروپای مرکزی رفته و اسلاوها را به وجود آورده‌اند.
با مطالعه بازمانده‌استخوان‌ها و بررسی جمجمه‌های اقوام مهاجر، آریایی‌ها را گِردجمجمه یا قصیرالرأس دانسته‌اند. نمونه‌هایی از این نوع جمجمه‌ها در دوره‌های «الف» و «ب» یِ تپه سیلک کاشان، گوی تپه، دوران «د» یِ مربوط به هزاره دوم پ. م در نزدیکی دریاچهٔ ارومیه و شاه تپه در ۱۳ کیلومتری غرب گرگان یافت شده‌است. اقوام بومی، مستطیل‌الرأس (مستطیل‌جمجمه) بوده‌اند که در هزاره چهارم و سوم پ. م و حتی در اواخر هزاره دوم در ایران در اکثریت بودند تا اینکه در هزاره اول پ. م گِردجمجمه‌ها جایگزین آن‌ها شدند.

## آریایی و نژادپرستی
این واقعیت که مفاهیم «آریایی» (به عنوان صفت) و «آریایی‌ها» (به عنوان اسم خاص) در ایدئولوژیِ ناسیونال‌سوسیالیستیِ هیتلر مترادف با «غیریهود» و «غیریهودی‌ها» مورد استفاده قرار می‌گرفتند، قطعاً استفادهٔ بی‌ملاحظه و سرسری از این واژه‌ها را در مناطق آلمانی‌زبان در آینده دور و نزدیک بدنام و با مشکل روبرو کرد. حال آنکه این واژه‌ها، تا زمانی که نازیها موجب بدنامی آن‌ها نشده بودند، تاریخچه‌ای طولانی از تحول معانی را پشت سر داشتند که وجه مشخص آن از سویی تحولی چند مرحله‌ای در جهت موارد کاربردیِ روزافزون گسترده‌تر و متنوع‌تر آن‌ها بود و از سوی دیگر و هم‌زمان با آن موجب عامیانه‌ترشدنِ فزایندهٔ معانی و کاسته‌شدنِ روزافزونِ دقت و بار علمی معانی آن‌ها شد:
سرآغاز این روند، آشنایی با واژه هندیِ «آریا» و واژه ایرانی «اَریَه/اَریا» بود که به زودی برای نامگذاری زبان‌های خویشاوندِ هندواروپایی مورد استفاده قرار گرفت. اما آبراهام ه. آنکتیل دوپرونِ فرانسوی که گویا نخستین بار این واژه را به کار برده بود، منظورش از آن صرفاً مشخص کردن اقوام بود:
این نویسنده (هرودوت) به دو قوم موسوم به «آری‌ها» یا «آرین‌ها» اشاره می‌کند، اولی … قوم همسایهٔ سُغدیان بوده‌است.
و دربارهٔ دومی می‌نویسد:
سابقاً مادها را به‌طور کلی با نام «آرین‌ها» یا «آری‌ها» می‌شناختند. هرودوت از سویی به ما می‌آموزد که در روزگاران کهن به مادها، آرین‌ها، یعنی اقوام ایرانی، می‌گفته‌اند و از سویی دیگر دیودوروس سیسیلی می‌نویسد زرتشت، مرید ایزد نیکی، قانون‌گذار آریایی‌ها بوده‌است. پس چگونه می‌توانیم از این ویژگی‌ها نپذیریم که این زرتشت همان زرتشت، مَردِ اورمزد (اهورامزدا) و قانون‌گذار مادها و مردم ایران بوده‌است.
یوهان فردریش کلویکر مقالهٔ دوپرون را به آلمانی ترجمه کرد و بدین ترتیب برای نخستین بار، واژه «آریایی‌ها» به زبان و ادبیات آلمانی راه یافت. آرنولت هرمان لودویگ هه‌رن هم از واژه «آریایی‌ها» به عنوان واژه‌ای در راستای مشخص‌کردنِ یک قوم استفاده کرد. یوهان گونلیپ روده نیز با استناد به سه مؤلف بالا این مفهوم را به همین معنا به کار برد. فردریش کرویتزر نیز این واژه را در معنای قوم‌شناسانه استفاده کرد.
این واژه را فردریش فون اشلگل دستخوش نخستین و در عین حال تعیین‌کننده‌ترین گسترش معنا کرد چون وی به دلایل زبان‌شناختی، نظریه خویشاوندی اقوام ژرمنی با ایرانیان را مطرح کرد:
اما برای نام آریایی‌ها خویشاوند دیگری نیز وجود دارد که بیش از همه به خود ما مربوط می‌شود. چون این همان ریشه هند ari است که بیپشک با ژرمنی‌ها زنده و شناختنی است … تعجب نکنید اگر اضافه کنم که این نظریه از مدت‌ها پیش برای من به یک حدس تاریخی تبدیل شده که در تأیید آن شواهد بسیاری یافته‌ام. شواهدی که نشان می‌دهند نیاکان ژرمنی‌ما زمانی که هنوز در آسیا می‌زیستند، در آنجا عمدتاً با نام آریایی شناخته می‌شدند … که در صورت آن افسانه و باور باستانی که آلمانی‌ها یا به عبارت دیگر اقوام ژرمن و گُت را خویشاوند پارسیان و ایرانیان می‌داند، یکباره صورت دیگری به خود می‌گیرد و سرنخ و مبنای تاریخی معینی کسب می‌کند.
کریستین لاسن استاد سوئدی رشته هندی‌شناسی دانشگاه بن، از اشلگل نیز پا را فراتر گزارد. از سویی پیشنهاد کرد برای نامیدن اعضای خانواده زبان‌هایی که امروزه غالباً «هندواروپایی» یا «هندوژرمنی» نامیده می‌شوند، از صفت «آریایی» استفاده شود، و از سوی دیگر باور داشت که واژه «آریایی‌ها» را که مشخص‌کنندهٔ قوم (آریایی) است، باید به مجموعه «قوم آغازین» تسری داد:
دانشمندان برای این زبان‌ها نام‌های گوناگون ابداع کرده‌اند که همگی یا مانند «یافتیک» و «قفقازی» غیرتاریخی هستند یا مثل «هندوژرمنی» تلفظ آن‌ها به دلیل ترکیبی بودن دشوار است… از آنجا که نام مشترک قومی که از یک مرکز واحد تا مسافت‌های غیرقابل تصور در سراسر جهان چنان گسترش یافته که شاخه‌های زبان آن امروزه تقریباً تمام اروپا را به‌طور کامل پوشانده، در آمریکا زبان فرمانروایان را از آن خود کرده و در میهن اصلی‌اش آسیا نیز هنوز بخشی از زیباترین سرزمین‌ها را در اختیار دارد و حتی در استرالیا و آفریقا هم ریشه دوانده‌است و جهانگشایی‌های جدیدی را نیز مژده می‌دهد… از آنجا که این نام اکنون دیگر یافت نشدنی و غیرقابل اثبات است، من پیشنهاد می‌کنم برای نامیدن آن همان اسمی انتخاب کنیم که توسط تیره‌ها و طوایف زیادی از این قوم به راستی به کار رفته و مورد استفاده قرار گرفته بود. هندیان و ایرانیان باستان خود را به همین نام، یعنی آریایی می‌شناختند، نامی که در میان آلمانی‌های جنگاور نیز همچون بالیدنی و افتخارآمیز مطرح بوده‌است.
تفاسیرِ نژادگرایانه از «آریاهای ودایی» به عنوانِ «مهاجمانِ روشن‌پوستِ خارجی که از شمال می‌آمده‌اند» منجر به تبدیلِ اصطلاح «آریا» به یک عنوان برای طبقه‌بندیِ نژادی شد که در آن طبقه‌بندی، «نژاد آریا» نژاد برتری معرفی می‌شد که مسئول بیشترین دستاوردهای تمدن بشری است. شماری از نویسندگان اروپایی شاملِ انسان‌شناسان و افرادِ غیرِ متخصصی که از داروینیسم تأثر پذیرفته بودند، برداشتِ خود از «آریا» به عنوان «گونه‌ای متمایز از نظر ژنتیک و اندام» را به جای کاربردِ زبان‌شناسانهٔ آن مرسوم کردند.
در اواخر سدهٔ نوزدهم و اوایل سدهٔ بیستم میلادی، شماری از نویسندگان مانندِ آرتور دو گوبینو، تئودور پوشه، هیوستون استیوارت چمبرلین، پل بروکا، کارل پِنکا، و هانس گونتِر با تلفیقِ آریایی‌گرایی و نُردگرایی ایده‌ای را گستراندند مبنی بر اینکه آریایی‌ها (منظورِ آنان، هندواروپایی‌های آغازین بود) مردمانی بور و بُلَند با چشمانِ آبی و جمجمهٔ بلندسَر بوده‌اند. این تلفیق از آن جهت تسهیل شد که در اواخرِ دههٔ ۱۸۶۰ میلادی، این فرضیه که هندواروپاییانِ آغازین از جنوب آسیا (هندوستان) آمده‌اند، کمرنگ شد و فرضیه‌های تازه‌ای جان گرفتند مبنی بر اینکه زادگاهِ نخستینِ هندواروپایی‌ها، شمالِ اروپا (جنوبِ اسکاندیناوی) بوده‌است.
پس به زودی اقوام دارای زبان آریایی یا هندوژرمنی یا هندواروپایی در فرهنگِ علمِ زبان‌شناسیِ آن سال‌ها به عنوان نژاد معرفی شدند. هر چند لازم است ذکر شود که این رویداد بیشتر مربوط به کشورهای غیرآلمانی بود. پنداشت‌های این‌گونه پژوهندگانْ از بهشت باستانی آریایی و فضایل شاخصی‌ای که آریایی‌ها را تا امروز از دیگران متمایز می‌سازد، به ایجاد نوعی اسطورهٔ آریایی انجامید که شالوده‌ای شد برای نظریه‌هایِ پریشانِ بعدی و به دیگران امکان داد که آن را گسترش دهند.
موج غالب آریایی‌گرایی در اروپا زبان‌های هندواروپایی را به عنوان زبان‌هایی پویا در گذر زمان و زبان‌های سامی را به عنوان زبان‌هایی ایستا که در مرحله‌ی ابتدایی خود متوقف مانده‌اند، معرفی می‌کرد. از همین منظر، سامی زبانی با ایمانی سرسختانه درباره‌ی یکتاپرستی «بدون کوچک‌ترین تلاشی برای تفکر یا استدلال در مورد معانی و مفاهیم انتزاعی فلسفی» دسته‌بندی شد و همین نشان‌دهنده‌ی ناتوانی‌اش در بلوغ زبانی قلمداد شد. اولندر می‌نویسد، چنین استدلالی بازتابِ این ایده بود که بین ساختارِ یک زبان و روحی که آن را ساخته، پیوندی ضروری وجود دارد. بنابراین، زبانِ سخت و سازش‌ناپذیرِ سامی، نشان‌دهنده‌ی روح سرسخت و سازش‌ناپذیر یهودی‌ها و عرب‌ها تعبیر می‌شد.
تعدد زبان‌های هندواروپایی، بازتابی از توانایی مهاجرت مردمانش تعبیر می‌شد. آن‌ها را به عنوان فاتحان بزرگی که دیاسپورایی از هند تا دورترین نقاط غربی اروپا داشته‌اند، بررسی می‌کردند و در مقابل، از سامی‌ها به عنوان مردمانی ساکنِ یک جغرافیای ثابت، با اندک زبان‌ها و فرهنگی محدود یاد می‌شد. به باور محققان این عصر، سامی‌ها نه در مکان که بلکه در زمان هم ثابت مانده و ایستایی‌شان سبب شده بود هیچ نقشی در پیشرفت‌های تاریخیِ جهان قرنِ نوزدهم نداشته باشند.
پژوهندگانی چونان ماکس مولر مخالفت خود با این دیدگاه‌های نژادگرایانه را ابراز کردند. او در یک سخنرانی در دانشگاه استراسبورگ چنین گفت:
(بسیاری) این واقعیت را به سادگی فراموش می‌کنند که اگر ما دربارهٔ خانواده آریایی‌ها یا سامیها سخن می‌گوییم، معیارِ تمایز و تقسیم‌بندیِ ما صرفاً زبان‌شناختی است. وجود زبان‌های سامی و آریایی، اَمری مسلم است. اما غیر علمی است اگر … از نژاد آریایی، خون آریایی یا جمجمه آریایی سخن بگوییم و سپس بکوشیم تا بر مبنای معیارهای زبان شناختی، تقسیم‌بندی‌های نژادشناسانه انجام دهیم … هر چه در تفاوت و تفکیکِ این دو رشته یعنی زبان‌شناسی و نژادشناسی بگوییم، کم گفته‌ایم … هنگامی که این دو رشتهٔ متفاوت، تقسیم‌بندیِ اقوام و زبان‌ها را مستقلاً و جدا از هم به سرانجام رساندند (تازه آنگاه) هنگامِ آن است که نتایجْ با هم سنجیده شوند. اما حتی در آن زمان هم نمی‌توان از یک زبان درازجمجمه یا دستورزبانِ کوتاه‌جمجمه سخن گفت.
لازم است ذکر شود که همین ماکس مولر خودش از از آغازندگانِ ارائهٔ تفاسیر نژادی از ریگ‌ودا بود. ماکس مولر ادعا می‌کرد که یک تفاوتِ زبان‌های آریایی (هندواروپایی) با عبری در این است که لغات آریایی از آزادی بیش‌تری برخوردار بوده‌اند و در نتیجه، قدرت بیش‌تری برای تخیل، خلق و ساخت اسطوره داشته‌اند. هنگامی كه از سخنان ماكس مولر در مورد نژاد آريايی چنين برداشت شد كه اين نژاد يک زيرگروه انسانیِ متمايز از لحاظ زيست‌شناسی است، او فوراً تصريح كرد كه منظور او بسادگی بخشی از يک دودمان بوده است. وی پافشاری كرد كه اين بسيار خطرناک است كه علم زبان‌شناسی با انسان‌شناسی مخلوط گردد:«من بايد تكرار كنم كه اين بسيار نادرست است كه دربارهِ خونِ (نژادِ) آريايی به عنوان سرآغاز دستورزبانِ مردمانِ جمجمه‌كشيده (دولیکوسِفالی‌ها، Dolichocephalic) صحبت شود.» او مخالفت خود را در سال ۱۸۸۸ در مقاله‌ای تحت عنوان «زندگی‌نامهٔ واژه‌ها و سرزمين آرياها» (Biographies of words and home of Aryas) مطرح کرد.
ارنست رنان از علم لغت‌شناسی (Philology) به عنوان داور نهایی علوم انسانی یاد می‌کرد. او با همین نگاه به سراغ واکاوی «روح زبان» رفت. برای مثال باور داشت که آریایی و سامی هر کدام فراتر از اینکه یک خانواده‌ی زبانی باشند، بنابر بر مشیت الهی، هر یک نقش خود را ایفاء کرده‌اند. او زبان‌های هندواروپایی را خانواده‌ی عظیمی می‌دانست که منعکس‌کننده‌ی شخصیت متمایز مردمانش از جمله یونانی‌ها، ایرانی‌ها، هندی‌ها و آلمانی‌ها است. درعین‌حال، زبان سامی را متشکل از چند گویش (dialect) تعریف میکرد که تفاوت چندانی با هم نداشتند. در چنین برداشتی، زبان‌های آریایی (هندواروپایی) به تسلط و درک بشر از طبیعت منجر شده بودند. به باور رنان حتی درک مفهوم زمان، ابداعِ علم و اسطوره و هنر نیز از مسیر زبان‌های آریایی می‌گذشت. او معتقد بود زبان‌های سامی، نظیر عبری و عربی، تنها راز وَحدانیت را مکشوف کرده‌اند و عبری را زبانی خام می‌دانست که هیچ گامی برای توسعه‌ی گنجینه‌ی زبانی خود برنداشته است.
رفته‌رفته و به‌ویژه پس از دوران نازی‌ها در محافل علمی زبان‌شناسی آلمان استفاده از واژه «آریایی» به معنای اعم (یعنی مترادف با واژه «هندوژرمنی») تقریباً به‌طور کل از مد افتاد بود و نیز استفاده از مفهوم نژاد آریایی بر اساس معیارهای پژوهش‌های انسان شناختی آن سال‌ها هم با مخالفت روبرو بود. اما کاربرد واژه آریایی به مفهوم «هندوایرانی» آن همچنان رواج داشت؛ ولی با توجه به محبوبیت استفاده از این واژه غالباً تذکر با پانویسی به آن می‌افزودند تا نشان دهند واژه مورد نظر فقط به این معنای خاص برای مصارف علمی قابل قبول است.
زیگرت نوشت:
البته اصلاً معلوم نیست که آیا هنوز می‌توان اصطلاح آریایی به مفهوم خون آلمانی و نژادهای خویشاوندی را کنار گذاشت و منسوخ کرد یا نه … بنابراین لزوم اینکه پژوهشگران علوم دقیق در پژوهش‌های خود به استثنای واژه ترکیبی و روشن هندواروپایی و نیز معادل قرار دادن دو مفهوم آریایی و هندوایرانی به‌طور کلی از کاربرد واژه آرایی چشم بپوشند، بسیار اهمیت دارد.
یا آنچنانکه ووست می‌گفت:
پیش از هر چیز باید قویاً و قاطعانه مشخص کرد که به هیچ وجه نمی‌توان واژه آریایی را با واژه هندوژرمنی (هندواروپایی) برابر دانست؛ یعنی به عبارت دیگر نمی‌توان مجموعه اقوامی را که به زبان‌های هندوژرمنی تکلم می‌کنند را به این اسم نامید.
هرچند به همانندی‌های میان آریایی‌ها (هندوایرانی‌ها) و آلمانی‌ها در شیوه تفکر، در احساس و عمل پای می‌فشرد و به روابط خویشاوندی موروثی میان آلمانی‌ها و آریایی‌ها اشاره می‌کرد. این اظهارات، صرف نظر از درستی یا نادرستی شان، از یک سو نشان می‌دهند که برای روست مفهوم هندوژرمنی (و نیز آریایی) به عنوان موضوعی ذاتی و شخصیتی، به یک واژه دارای بار معنایی و موضع فکری و ایدئولوژیک، دقیقاً همانند واژه نژاد تبدیل شده بود و از سوی دیگر نمایانگر آن است که از دید او این دو صفت «آریایی» و «آلمانی» گرچه دو مفهوم یکسان نیستند، اما به هر حال پیوند و نزدیکی شان مهم‌تر از جداسازی و تفکیک دقیق واژه شناختی میان آنهاست.
کارل‌فون بونزن (۱۸۵۷) و منتقد و مفسر آثار او یعنی آلفردفون اشمیت (۱۸۵۸) واژهٔ «آریایی» را به معنای هندوایرانی و هندوایرانیان به کار برده‌اند. همین نکته دربارهٔ مارکس دونکر هگلی‌مسلک نیز صدق می‌کند. (۱۸۷۵–۱۸۷۷) دونکر پژوهش مفصل خود دربارهٔ هندی‌ها و ایرانیان را با عنوان «آریایی‌های ساحل سند و گنگ» و «آریایی‌های ایران خاوری» معرفی کرد. ضمن اینکه برای نامیدن اقوام و مللی که دارای زبان خویشاوند مورد بحث در آنجا بوده‌اند، از واژه هندواروپایی هم استفاده کرده‌است.
البته این استفاده گسترده از واژه آریایی به نظرِ مرتضی ثاقب‌فر یک استثناء است، چون در تمام دیگر نوشته‌های پژوهشی مربوط به تاریخ ایران که به ترتیب تقدم و تأخر تاریخی مرتب نوشته‌های پژوهشی مربوط به تاریخ ایران که به ترتیب تقدم و تأخر تاریخی مرتب شده‌اند و در اختیار من قرار دارند، «آریایی» به اقوامی گفته می‌شوند که در دوره‌ای خاص از هزاره دوم/اول پیش از میلاد به هند و ایران سرازیر شده‌اند (و امروزه با عنوان «هندوایرانی» یا «ایرانی» شناخته می‌شوند)؛ ولی البته اگر منظور تمام اقوامی باشد که از نظر زبان خویشاوند هستند، در این صورت از عنوان‌های «هندوژرمنی» یا «هندواروپایی» استفاده می‌شود. پژوهندگان زیر از جمله کسانی هستند که از این قاعده پیروی کرده‌اند: بیلربک، یوستی، پراشک، ادوئارت مایر، زولتائو.